# Parco nazionale Banff
Il parco nazionale Banff è un'area protetta del Canada istituita il 25 novembre 1885, circostanza che lo rende il primo del suo genere ad essere istituito in territorio canadese. Si tratta di una delle aree protette costituenti il parco delle Montagne Rocciose Canadesi, riconosciuto nel 1984 dall'UNESCO come patrimonio dell'umanità.
Situato nelle Montagne Rocciose Canadesi all'interno della provincia canadese dell'Alberta, a 110-180 km di distanza di Calgary, si estende su 6641 km² ed è caratterizzato da terreno montuoso, con ghiacciai, foreste di conifere e paesaggi alpini. La Icefields Parkway, una sezione dell'Alberta Highway 93, si estende da Lake Louise al parco nazionale Jasper a nord. Le foreste provinciali e il parco nazionale Yoho sono localizzati a poca distanza a ovest, mentre il parco nazionale Kootenay si trova a meridione e Kananaskis Country a sud-est. Il principale centro commerciale locale è l'agglomerato di Banff, nella valle del fiume Bow.
La Canadian Pacific Railway è risultata determinante nei primi anni di esistenza della zona protetta, costruendo l'hotel Banff Springs e quello di Lake Louise allo scopo di attirare turisti attraverso un'ampia pubblicità. All'inizio del XX secolo, a Banff furono costruite alcune strade, a volte per opera internati di guerra della prima guerra mondiale e con progetti di lavori pubblici avviate dopo la crisi del 1929. Dagli anni '60, le strutture ricettive nei parchi sono rimaste aperte tutto l'anno e le visite turistiche annuali a Banff sono aumentate fino a superare i 5 milioni negli anni '90. Altri milioni di persone attraversano il parco percorrendo l'autostrada transcanadese. Poiché Banff conta ancora oggi oltre tre milioni di visitatori all'anno, la salute del suo ecosistema è stata minacciata: a metà degli anni '90, Parks Canada, ente responsabile del sito, ha risposto avviando uno studio biennale in cui suggeriva di promuovere nuove politiche che mirassero a preservare l'integrità ecologica.
Il parco nazionale di Banff ha un clima subartico con tre ecoregioni, ovvero la montana, la alpina e la nivale. Le foreste sono dominate da pini contorti alle quote più basse e il peccio di Engelmann su quelle più alte al di sotto del limite degli alberi, al di sopra del quale si trovano principalmente erba, rocce e ghiaccio. Per quanto riguarda la fauna locale, si annoverano tra i mammiferi specie quali l'orso grizzly, il coguaro, il ghiottone, il wapiti, la pecora delle Montagne Rocciose e l'alce, oltre a centinaia di uccelli. Rettili e anfibi, benché presenti, si registrano solo in numero limitato. Le montagne sono composte da rocce sedimentarie che sono state spinte a est su strati rocciosi più recenti, tra 80 e 55 milioni di anni fa. Negli ultimi milioni di anni, i ghiacciai hanno talvolta coperto il grosso del parco, mentre oggi si trovano solo sui pendii delle vette maggiori: il campo di ghiaccio del monte Columbia, la più grande massa glaciale ininterrotta delle Montagne Rocciose, ha sede nella regione. L'erosione dell'acqua e del ghiaccio ha definito le montagne nelle loro forme attuali.

## Descrizione

### Geografia fisica

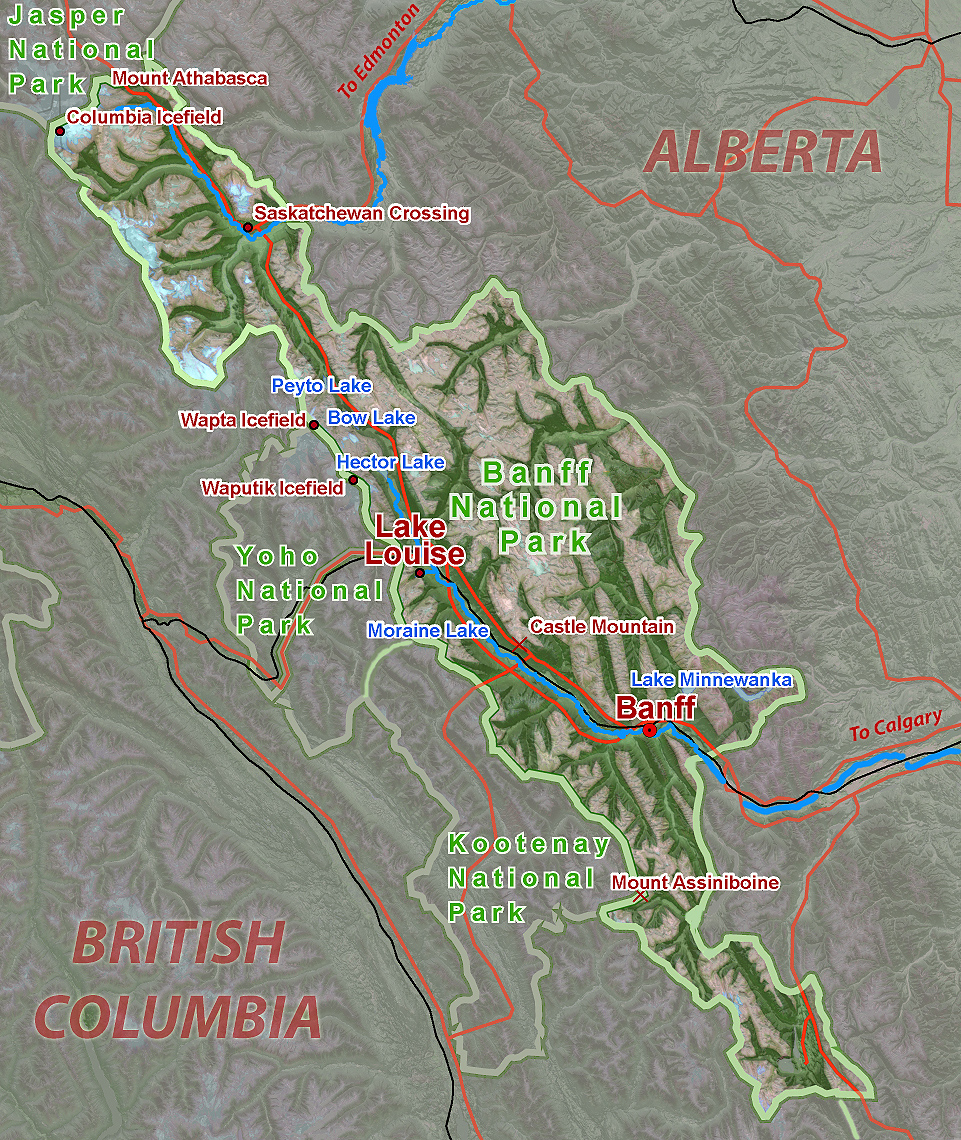
Mappa del Parco Nazionale di Banff

Il parco nazionale di Banff si trova nelle Montagne Rocciose al confine occidentale dell'Alberta con la Columbia Britannica nell'ecoregione delle foreste montane dell'Alberta. La città di Banff si trova a 128 km a ovest di Calgary e 401 km a sud-ovest di Edmonton. Il parco nazionale di Jasper confina con quello di Banff a nord, mentre quello di Yoho si trova a ovest e il Kootenay a sud. Kananaskis Country, che include il parco provinciale della valle di Bow, quello della valle di Spray e di Peter Lougheed, si trovano a meridione e ad oriente rispetto a Banff. La transcanadese si inserisce nella regione dal confine orientale vicino a Canmore, attraverso i paesi di Banff e Lake Louise, e nel parco nazionale di Yoho, nella Columbia Britannica. Lake Louise si trova all'incrocio tra l'autostrada transcanadese e la Icefields Parkway, che si estende a nord fino alla località di Jasper.

### Geologia

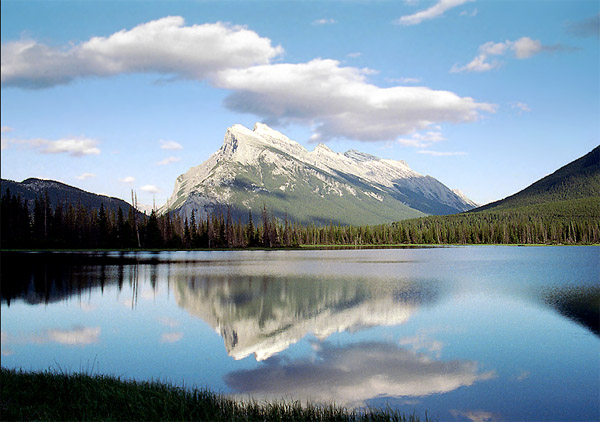
Il monte Rundle visto dai laghi Vermillion: costituisce un ottimo esempio di franapoggio

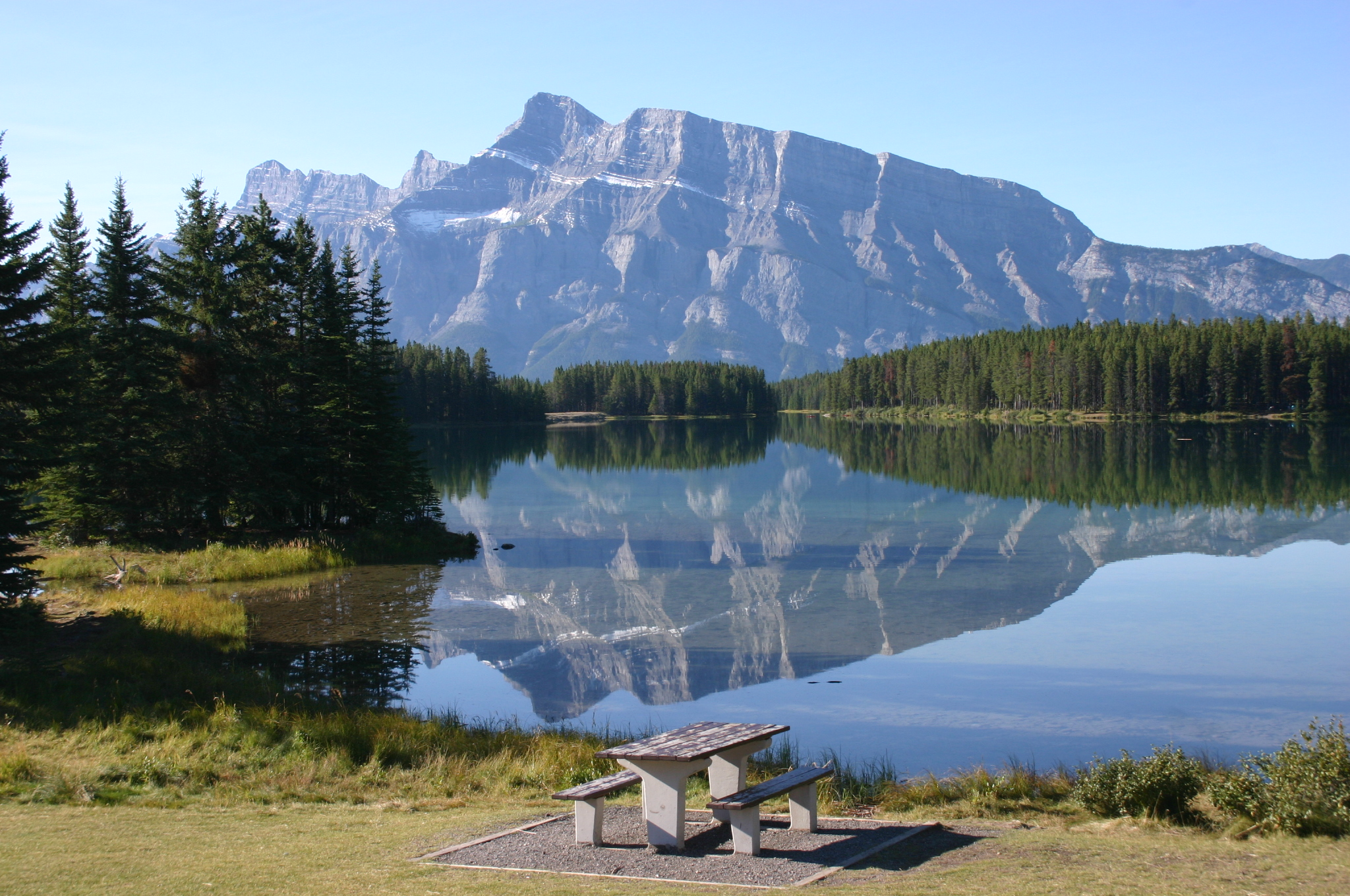
Lago Two Jack e monte Rundle

Le Montagne Rocciose Canadesi formano un grossolano rettangolo obliquo, la cui base si posiziona in basso e i cui lati lunghi procedono in direzione nord-ovest/sud/est. All'interno del parco si trovano due catene montuose principali, ciascuna caratterizzata da numerose sottosezioni; il confine occidentale del parco segue la cresta delle Main Ranges (note anche come Park Ranges), che compongono anche lo spartiacque continentale delle Americhe, oltre alle importanti catene di Waputik, del Bow e del Blue, localizzate a nord, al centro e a sud nell'ordine appena esposto. Le alte vette a ovest di Lake Louise rientrano nella catena del Bow: il limite orientale del parco comprende tutte le vette delle Front Ranges in direzione nord-sud, la catena del Palliser, del Sawback e del Sundance. Banff rientra nelle Front Ranges e, appena fuori dal parco, a est, si trovano le colline che si estendono da Canmore alle porte delle Grandi Pianure. Molto a ovest, le Western Ranges delle Montagne Rocciose attraversano i parchi nazionali di Yoho e Kootenay. Sebbene la vetta più alta in zona sia il monte Forbes con i suoi 3.612 m, l'Assiniboine, localizzato nel parco omonimo e non troppo distante da Banff, raggiunge i 3.618 m.
A livello di conformazione, le Montagne Rocciose canadesi si compongono essenzialmente di rocce sedimentarie, tra cui scisto, arenaria, dolomite e calcare. La stragrande maggioranza delle formazioni geologiche a Banff ha un'età compresa tra il Precambriano e il Giurassico (600-145 milioni di anni fa), ma rocce giovani del Cretaceo inferiore (145-66 milioni di anni fa) si rinvengono vicino all'ingresso est e sul monte Cascade sopra il comune di Banff. Queste rocce sedimentarie si formarono sul fondo di mari poco profondi tra 600 e 175 milioni di anni fa e furono spinte a est durante l'orogenesi laramide. Le Montagne Rocciose canadesi potrebbero aver raggiunto persino gli 8.000 m circa 70 milioni di anni fa, ma, una volta cessata la formazione montuosa, l'erosione scolpì le creste nella loro impervia forma attuale: l'attività geologica in loco cessò 55 milioni di anni fa. L'erosione fu causata innanzitutto dall'acqua e poi notevolmente accelerata dalla glaciazione quaternaria di 2,5 milioni di anni fa. Le piattaforme glaciali dominano la geomorfologia del posto: si pensi ad esempi quali i vari circhi, arête, valli sospese, morene e valli a forma di U. La storia geologica ha portato alla costituzione di cime complesse, irregolari, anticlinali, sinclinali, castellate, appuntite o, in alcuni casi, naturalmente cave.
Molte delle catene montuose vanno da nord-ovest a sud-est, con strati sedimentari che scendono a ovest a 40-60 gradi: per questo si possono ammirare franapoggi con pareti est e nord generalmente più ripide, il cui esempio più famoso è il monte Rundle, oltre che drenaggi dentritici dove i fiumi e le vecchie valli glaciali seguivano gli strati più deboli nelle rocce poiché relativamente alterate e levigate. Appena a nord della località di Banff, il Castle è composto da numerose formazioni rocciose di età cambriana, con la parte più alta della vetta costituita da dolomia relativamente più dura rispetto alla base. Al di sotto si trovano gli scisti meno densi della formazione Stephen e, ancor più in basso, i calcari risalenti al Cambriano medio. I cocuzzoli appuntiti, individuabili ad esempio sul Louis, presentano pendii frastagliati e scoscesi, ma anche la catena del Sawback, che consiste di strati sedimentari quasi verticali, presenta vistosi calanchi. L'erosione e la deposizione di strati rocciosi a quote più elevate permette di comprendere la presenza di ghiaioni alle quote più basse di varie creste.

#### Ghiacciai e campi di ghiaccio

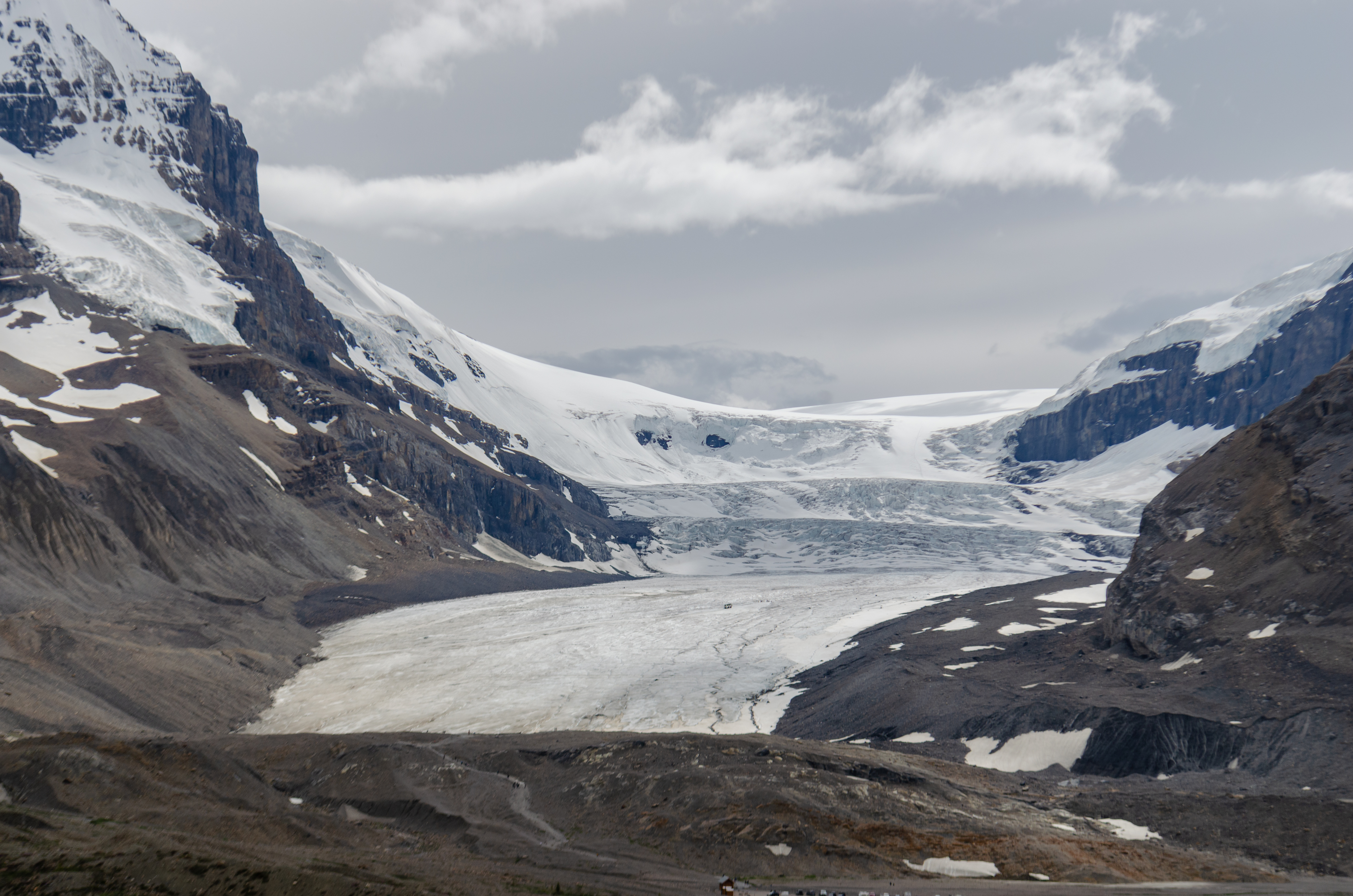
Il ghiacciaio Athabasca compreso nel campo di ghiaccio del monte Columbia: è localizzato all'estremità settentrionale dell'area protetta

Il parco vanta numerosi grandi ghiacciai e campi di ghiaccio, cento dei quali possono essere osservati percorrendo la Icefields Parkway. Circhi glaciali di piccola dimensione risultano abbastanza comuni nelle Main Ranges, situate in depressioni ai lati di molte vette: come per la maggioranza dei ghiacciai di montagna in tutto il mondo, quelli di Banff si stanno ritirando. Mentre quello di Peyto appare uno dei più a lungo e con continuità studiati del mondo, con ricerche che risalgono agli anni '70, il grosso dei ghiacciai delle Montagne Rocciose canadesi è stato valutato scientificamente solo dalla fine degli anni '90. I glaciologi stanno attualmente effettuando ricerche in situ in modo più approfondito e hanno analizzato l'impatto che la riduzione del ghiaccio presente può avere sulla portata dei torrenti, delle falde e dei fiumi. Si stima siano scomparsi 150 ghiacciai tra la zona di protetta di Banff e i dintorni tra il 1920 e il 1985 e che altri 150 siano evaporati tra il 1985 e il 2005, circostanza che rende lampante un'accelerazione nel processo di scioglimento. Nel solo parco di Banff, nel 1985 si contavano 365 ghiacciai, ma nel 2005 29 erano scomparsi, facendo calare la superficie glaciale totale da 625 a 500 chilometri quadrati.
Le aree glaciali più estese includono Waputik e Wapta (vasto circa 80 km²), entrambe situate a ridosso del parco nazionale di Banff-Yoho. Legati al ghiacciaio Wapta, sul lato dello spartiacque continentale, rientrano anche il Peyto, il Vulture e il Bow. Quest'ultimo si è ritirato di circa 1100 m tra gli anni 1850 e 1953, e da quel periodo, c'è stata un'ulteriore ritirata che ha originato un lago morenico. Il ghiacciaio del Peyto ha visto ridursi del 70% la sua estensione da quando si è avviato il monitoraggio, perdendo circa 2 km dal 1880; rischia di scomparire del tutto nel giro di 30-40 anni.
Il campo di ghiaccio del monte Columbia, all'estremità settentrionale di Banff, giace quasi a ridosso tra il parco nazionale di Jasper e si sviluppa nella Columbia Britannica: lo Snow Dome è uno spartiacque idrologico importante del Nord America, in quanto l'acqua che da lì scorre attraverso i ghiacciai procede sia verso l'Atlantico che verso il Pacifico e l'Artico. Il ghiacciaio del Saskatchewan, approssimativamente esteso in lunghezza 13 km e occupante una superficie di 30 km² nell'area, risulta la principale porzione del campo di ghiaccio del Columbia compresa nel parco: tra il 1893 e il 1953, la zona congelata del Saskatchewan si è ridotta di circa 55 m all'anno. Nel complesso, i ghiacciai delle Montagne Rocciose canadesi hanno perso il 25% della loro massa nel corso del XX secolo.

### Clima

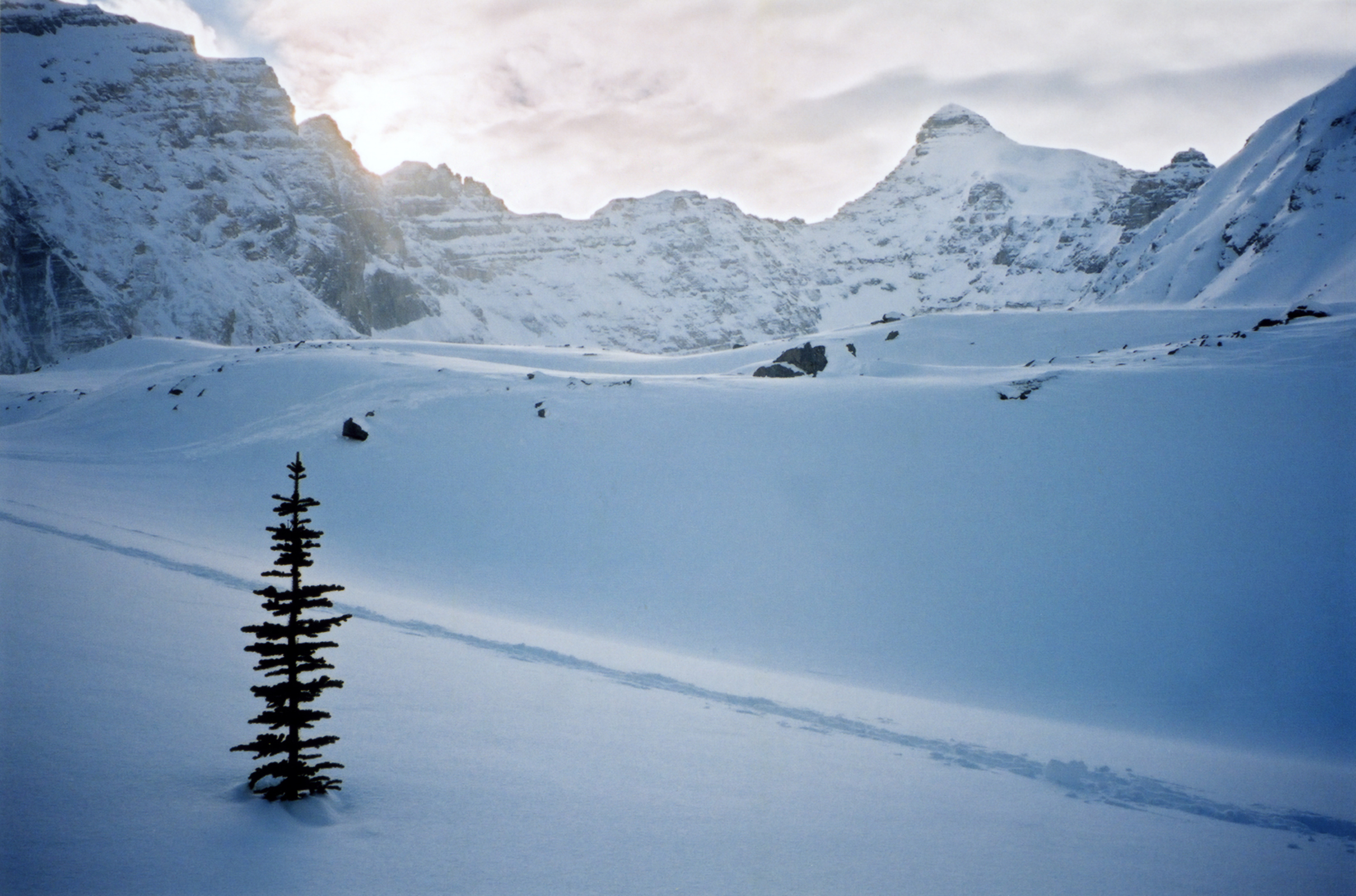
Parker Ridge, vicino al campo di ghiaccio del monte Columbia

Secondo la classificazione dei climi di Köppen, il parco ha un clima subartico (Dfc) con inverni freddi e nevosi ed estati miti. Il tempo meteorologico è condizionato dall'altitudine con temperature più basse, generalmente registrate su quote più elevate. Situato sul lato orientale dello spartiacque continentale delle Americhe, il parco fa registrare 472 mm di precipitazioni all'anno: il numero è notevolmente inferiore rispetto a quello che si registra nell'area protetta di Yoho, sul lato occidentale dello spartiacque in Columbia Britannica, dove si contano 884 mm ogni anno al lago Wapta e 616 a Boulder Creek. Essendo i dati chiaramente influenzati dall'altitudine, le nevicate sono maggiori man mano che si sale di quota: i 234 cm di neve che cadono in media ogni dodici mesi nella cittadina di Banff sono minori rispetto ai 304 registrati a Lake Louise, localizzata più in alto sul livello del mare.
Durante i mesi invernali, le temperature a Banff risultano moderate rispetto ad altre aree dell'Alberta centrale e settentrionale, a causa del vento di Chinook e di altre influenze dalla Columbia Britannica. La temperatura media bassa durante gennaio è di -15 °C, la massima media nel comune di Banff -5. Tuttavia, il termometro può scendere talvolta al di sotto dei -20, con una temperatura percepita che si aggira intorno ai -30 °C. Le condizioni meteorologiche durante i mesi estivi sono calde, con temperature elevate temperature durante il mese di luglio con una media di 22 °C e una media giornaliera di basse temperature intorno ai 7 °C, cosa che genera a una forte escursione termica a causa della relativa secchezza dell'aria.
| Dati climatici di Banff            | Mesi  | Mesi  | Mesi  | Mesi  | Mesi  | Mesi  | Mesi  | Mesi  | Mesi  | Mesi  | Mesi  | Mesi  | Stagioni | Stagioni | Stagioni | Stagioni | Anno    |
| Dati climatici di Banff            | Gen   | Feb   | Mar   | Apr   | Mag   | Giu   | Lug   | Ago   | Set   | Ott   | Nov   | Dic   | Inv      | Pri      | Est      | Aut      | Anno    |
| ---------------------------------- | ----- | ----- | ----- | ----- | ----- | ----- | ----- | ----- | ----- | ----- | ----- | ----- | -------- | -------- | -------- | -------- | ------- |
| T. max. media (°C)                 | −4,6  | −0,4  | 4,5   | 9,5   | 14,5  | 18,5  | 21,9  | 21,3  | 16,3  | 10,1  | 0,2   | −5,1  | −3,4     | 9,5      | 20,6     | 8,9      | 8,9     |
| T. media (°C)                      | −9,3  | −6,0  | −1,4  | 3,5   | 8,1   | 12,0  | 14,6  | 9,5   | 4,4   | −4,1  | −9,2  | 0,0   | −5,1     | 3,4      | 12,0     | −3,0     | 1,8     |
| T. min. media (°C)                 | −14,1 | −11,6 | −7,3  | −2,5  | 1,7   | 5,4   | 7,4   | 6,9   | 2,7   | −1,3  | −8,4  | −13,3 | −13,0    | −2,7     | 6,6      | −2,3     | −2,9    |
| T. max. assoluta (°C)              | 12,2  | 14,7  | 17,2  | 25,6  | 29,4  | 33,3  | 34,4  | 33,9  | 31,0  | 26,5  | 16,5  | 12,5  | 14,7     | 29,4     | 34,4     | 31,0     | 34,4    |
| T. min. assoluta (°C)              | −51,2 | −45,0 | −40,6 | −27,2 | −17,8 | −3,9  | −1,7  | −4,5  | −16,7 | −27,0 | −40,6 | −48,3 | −51,2    | −40,6    | −4,5     | −40,6    | −51,2   |
| Precipitazioni (mm)                | 27,5  | 21,9  | 23,4  | 32,4  | 59,6  | 61,7  | 54,2  | 60,1  | 42,1  | 29,4  | 26,8  | 33,2  | 82,6     | 115,4    | 176,0    | 98,3     | 472,3   |
| Giorni di pioggia                  | 0,8   | 0,9   | 1,6   | 4,8   | 11,7  | 14,9  | 14,5  | 14,9  | 10,0  | 5,6   | 2,3   | 1,0   | 2,7      | 18,1     | 44,3     | 17,9     | 83,0    |
| Nevicate (cm)                      | 34,1  | 29,3  | 28,1  | 22,5  | 17,0  | 1,8   | 0,0   | 0,2   | 5,7   | 19,8  | 32,3  | 43,2  | 106,6    | 67,6     | 2,0      | 57,8     | 234,0   |
| Giorni di neve                     | 11,1  | 9,8   | 10,0  | 7,9   | 4,1   | 0,4   | 0,0   | 0,2   | 2,2   | 4,9   | 9,2   | 11,2  | 32,1     | 22,0     | 0,6      | 16,3     | 71,0    |
| Umidità relativa massima media (%) | 12,2  | 14,3  | 16,1  | 24,4  | 29,0  | 30,0  | 33,0  | 32,8  | 30,4  | 24,9  | 15,0  | 12,2  | 12,9     | 23,2     | 31,9     | 23,4     | 22,9    |
| Eliofania assoluta (ore al giorno) | 1,9   | 3,3   | 4,1   | 5,3   | 6,5   | 6,9   | 8,2   | 6,9   | 5,7   | 4,2   | 2,7   | 1,4   | 2,2      | 5,3      | 7,3      | 4,2      | 4,8     |
| Ore di soleggiamento mensili       | 58,9  | 93,2  | 127,1 | 159,0 | 201,5 | 207,0 | 254,2 | 213,9 | 171,0 | 130,2 | 81,0  | 43,4  | 195,5    | 487,6    | 675,1    | 382,2    | 1 740,4 |

## Storia

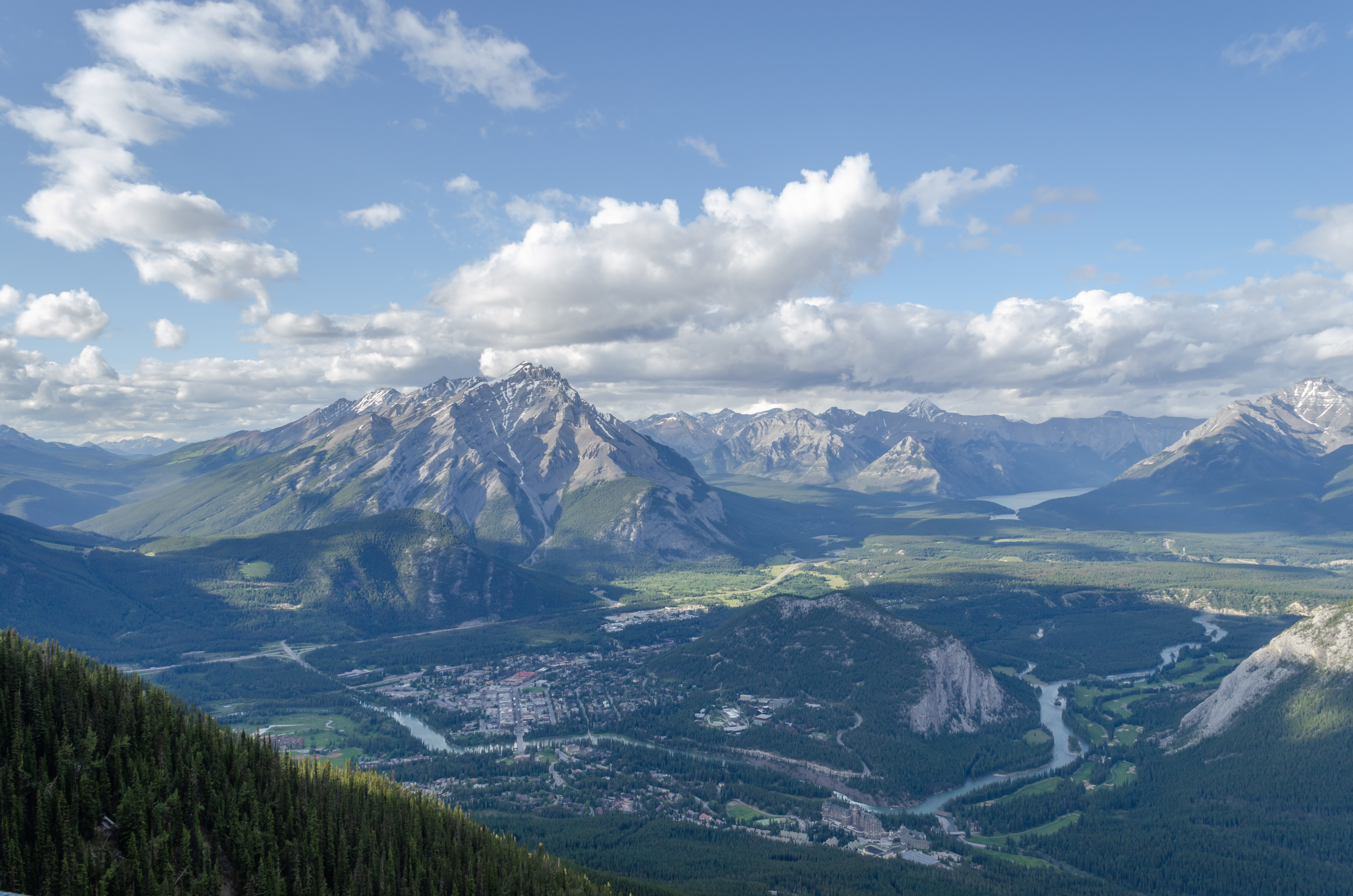
Veduta dalla vetta del monte Sulphur che mostra Banff e le aree circostanti

Nel corso della sua storia, il parco nazionale di Banff è stato testimone di varie tensioni tra ambientalisti e chi aveva interesse a sfruttare il suolo. Sulla base di questi prodromi, fu istituito il parco il 25 novembre 1885 come riserva Banff Hot Springs, in risposta ai reclami contrastanti di chi aveva scoperto sorgenti termali e godeva del diritto di realizzare delle sorgenti termali per interessi commerciali. Il primo ministro John A. Macdonald preferì non privatizzare la regione e dichiarò le sorgenti termali riserva protetta, ampliandola in seguito comprendendo il lago Louise e altre aree che si estendono a nord fino al campo di ghiaccio del monte Columbia.

### Le origini
Le prove archeologiche rinvenute a Vermilion Lakes indicano la prima attività umana a Banff al 10.300 a.C. Prima del contatto con gli europei, quella che oggi è zona protetta ospitava molte popolazioni indigene, tra cui i Nakoda, gli Ktunaxa, gli Tsuut'Ina, i Kainah, i Piedi Neri, i Siksika e i Cree. I popoli indigeni utilizzavano l'area per cacciare, pescare, commerciare, viaggiare, osservare e praticare la cultura. Molte aree all'interno del parco nazionale di Banff risultano ancora conosciute con i toponimi Nakoda nomi come il lago Minnewanka e la catena di Waputik: inoltre, la grotta Cave and Basin finse in passato da importante sito dal valore culturale e spirituale per i Nakoda.
Con l'ammissione della Columbia Britannica il 20 luglio 1871, il Canada accettò di costruire una ferrovia transcontinentale. Le attività di costruzione iniziarono nel 1875: il percorso selezionato prevedeva di attraversare il passo Kicking Horse e il più settentrionale passo di Yellowhead, snodandosi così attraverso le Montagne Rocciose canadesi. Un decennio più tardi, il 7 novembre 1885, l'ultimo sito raggiunto fu Craigellachie.

### Istituzione legislativa e ampliamenti

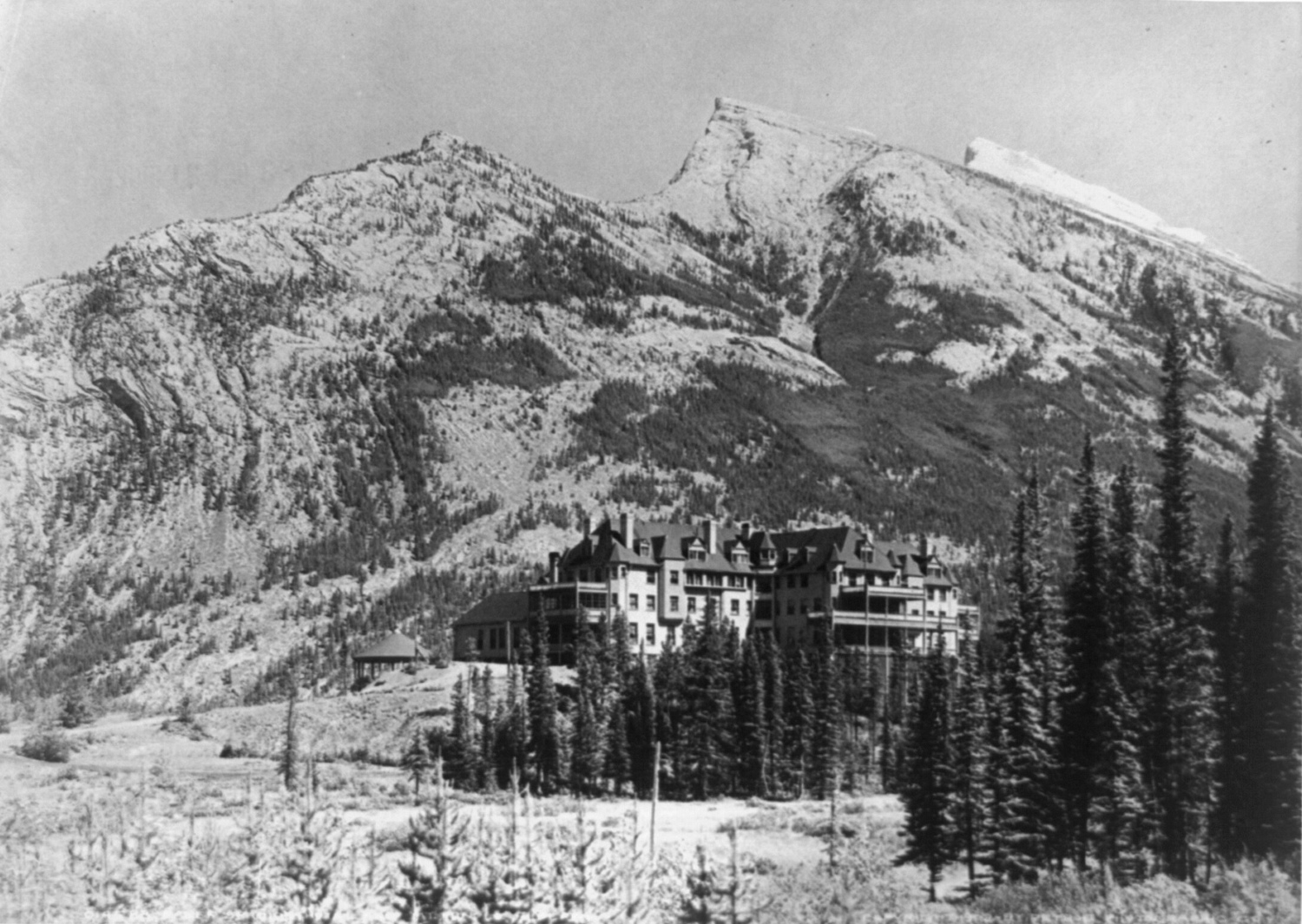
L'hotel Banff Springs nel 1902

Ai sensi del Rocky Mountains Park Act, emanato il 23 giugno 1887, il parco di 26 km² venne ampliato passando a 674 km² e ribattezzato in "Parco delle Montagne Rocciose". Si trattò del primo parco nazionale del Canada e il terzo istituito in Nord America, dopo Yellowstone e di Mackinac, nel Michigan settentrionale. La Canadian Pacific Railway costruì l'hotel Banff Springs e lo chalet del lago Louise al fine di attirare turisti e aumentare il numero di passeggeri ferroviari.
I discendenti dei Nakoda, legati alle Prime nazioni, furono allontanati dal parco nazionale di Banff tra il 1890 e il 1920, sempre allo scopo di accogliere visitatori. Chi si allontanò, firmò il cosiddetto trattato 7, che consentiva al Canada il diritto di esplorare la terra per ritrovare delle materie prime. All'inizio del XX secolo, con la scoperta del carbone in zona, aprì i battenti l'estrazione vicino al lago Minnewanka e, per un breve periodo, una miniera di antracite operò fino al 1904. La miniera di Bankhead, a Cascade Mountain, è stata gestita dalla Canadian Pacific Railway dal 1903 al 1922.
Tra le altre politiche perseguite nei primi decenni, si annoveravano la promozione della caccia sportiva, del turismo e della conservazione della selvaggina. All'inizio, Banff acquisì popolarità tra i ricchi turisti europei e americani, il primo gruppo dei quali sbarcò in Canada su un transatlantico e proseguì verso ovest sulla ferrovia. Alcuni visitatori parteciparono ad attività di alpinismo, spesso assumendo guide locali: tra questi, alcuni fondarono nel 1906 il Club alpino del Canada, il quale organizzò scalate, escursioni e campeggi nel parco.
Nel 1911 Banff era raggiungibile in automobile da Calgary. A partire dal 1916, Jim e Bill Brewster, due guide locali, misero a disposizione la possibilità di partecipare a escursioni in pullman. Nel 1920 era disponibile l'accesso a Lake Louise su strada e il Banff-Windermere Road è stata aperta nel 1923 per collegare Banff con la Columbia Britannica.

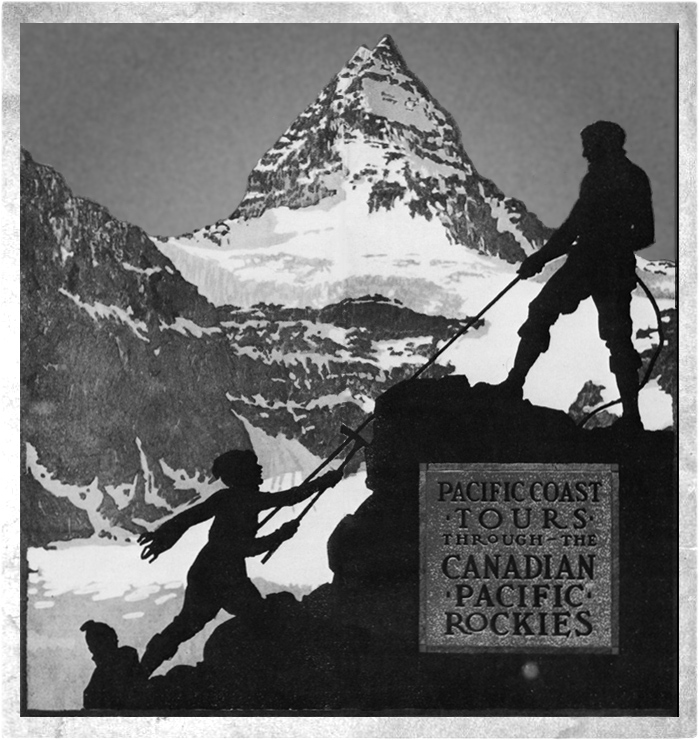
Volantino pubblicitario del 1917 della Canadian Pacific Railway (nello specifico il monte Assiniboine

A livello di estensione, nel 1902, il parco subì un ampliamento per coprire 11.400 km², allargandosi nei dintorni del lago Louise e dei fiumi Bow, Red Deer, Kananaskis e Spray. Cedendo alle pressioni degli agricoltori e delle aziende di legname, la dimensione del parco scese nel 1911 a 4.663 km², eliminando molte aree pedemontane orientali dal parco. I confini mutarono più volte fino al 1930, quando l'area di Banff fu fissata a 6,697 km² ai sensi del National Parks Act. La normativa, entrata in vigore il 30 maggio 1930, ribattezzò inoltre il parco Banff National Park, un termine che derivava dalla regione del Banffshire in Scozia. Con la costruzione di un nuovo cancello est nel 1933, Alberta trasferì 0.84 km² al parco: assieme a tale cambiamento, ne avvennero altri in forma minore nel 1949, portando l'area del parco a 6.641 chilometri quadrati.

### Tra campi di internamento e turismo invernale
Durante la prima guerra mondiale, immigrati provenienti da Austria, Ungheria, Germania e Ucraina furono mandati a Banff per lavorare in campo di internamento. Il campo principale era situato alle pendici del monte Castle, ma questo venne spostato a Cave and Basin durante l'inverno. Molte vecchie infrastrutture e strade andarono inaugurate da uomini di varie origini slave, sebbene gli ucraini costituissero la maggioranza di quelli detenuti a Banff. Targhe storiche e una statua erette dall'associazione delle libertà civili ucraino-canadesi commemorano gli internati a monte Castle e al sito nazionale storico di Cave and Basin in cui nel settembre 2013 è stato aperto un padiglione interpretativo che si occupa delle prime operazioni di internamento nazionali del Canada.

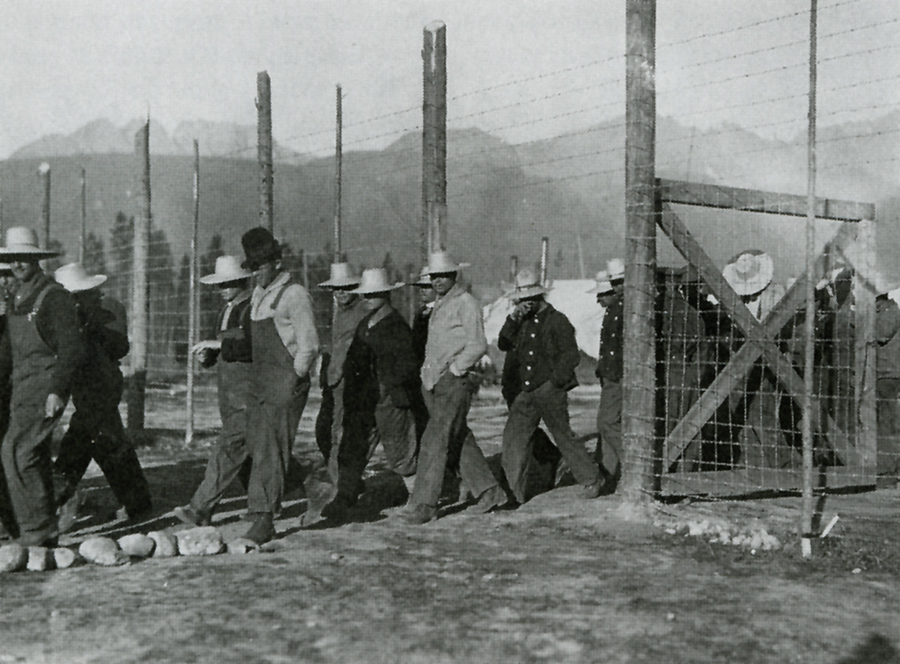
Il campo di internamento del monte Castle del 1915

Il turismo invernale a Banff iniziò nel febbraio 1917, con il primo carnevale invernale di Banff e con l'intenzione di aprirsi a un pubblico regionale della classe media. Il carnevale ebbe luogo in un grande palazzo del ghiaccio, costruito nel 1917 dagli internati della Grande Guerra: questo riguardò sci di fondo, salto con gli sci, curling, racchette da neve e skijöring. Nel 1931, il governo del Canada promulgò l'Unemployment and Farm Relief Act che presentò progetti di opere pubbliche nei parchi nazionali durante la Grande depressione. A Banff, i lavoratori realizzarono un nuovo stabilimento balneare e una piscina a Upper Hot Springs, allo scopo di rendere meglio raggiungibili Cave e Basin; grazie al contributo dei Brewster, la prima stazione sciistica, il Sunshine, aprì i battenti. Tra le altre opere che interessarono la regione, rientravano la costruzione di strade nel parco, attività intorno al sito cittadino di Banff e la costruzione di un'autostrada che collega Banff a Jasper. Nel 1934 fu approvato il Public Works Construction Act, con cui si prevedevano numerosi finanziamenti pubblici per la realizzazione di una nuova struttura di registrazione al cancello est di Banff e di un edificio amministrativo a Banff. Nel 1940, la Icefields Parkway raggiunse l'area del campo di ghiaccio del Columbia e rese mutualmente raggiungibili Banff e Jasper. La maggioranza delle infrastrutture presenti nel parco nazionale risale agli anni Trenta.
I campi di internamento furono nuovamente istituiti a Banff durante la seconda guerra mondiale, con edifici situati a lago Louise, Stoney Creek e Healy Creek. I luoghi di prigionia erano perlopiù composti da mennoniti di Saskatchewan. Il comprensorio sciistico del monte Norquay, sviluppato negli anni '30, ospitò la prima seggiovia installata in loco nel 1948.

### Le Olimpiadi
Dal 1968, quando l'hotel Banff Springs fu rimesso a nuovo per la stagione invernale, il parco ricevette un numero sorprendente di visitatori. Negli anni '50 il completamento dell'autostrada transcanadese fornì un altro corridoio di trasporto attraverso la valle Bow, rendendo il sito più accessibile.
Il Canada si attivò al fine di ospitare le Olimpiadi invernali a Banff, candidandolo per la prima volta per l'edizione del 1964, che alla fine andò assegnata a Innsbruck, in Austria. Il Canada perse per poco una seconda offerta, relativa alle Olimpiadi invernali del 1968, che invece si tennero a Grenoble, in Francia. Ancora una volta, Banff fu candidata nel 1972, con l'intenzione di tenere i giochi a lago Louise. La proposta avvenne in un contesto molto controverso, poiché vari gruppi di ambientalisti si opposero fermamente, in virtù del patrocinio offerto dalla compagnia produttrice di greggio Imperial Oil. Cedendo alle pressioni, Jean Chrétien, allora ministro dell'Ambiente, con il sostegno del dipartimento governativo responsabile di Parks Canada, ritirò il suo placet all'offerta, con i giochi che alla fine si tennero a Sapporo, in Giappone. Quando nelle vicinanze Calgary ospitò le Olimpiadi invernali 1988, gli eventi di sci di fondo si svolsero presso il Canmore Nordic Centre Provincial Park nell'insediamento omonimo, situato appena fuori dalle porte orientali del parco nazionale di Banff e sull'autostrada transcanadese.

### Riconoscimento UNESCO e nuove politiche
Le politiche messe in atto dalla seconda metà del Novecento posero maggiore enfasi sulla necessità di conservare il luogo; il National Parks Act, emendato nel 1988, rese la necessità di preservare l'integrità ecologica la priorità fondamentale da perseguire. Inoltre, si prevedeva di consentire l'accesso di una maggiore fetta di visitatori.
Nel 1984, Banff fu dichiarata dall'UNESCO patrimonio dell'umanità, così come il parco delle Montagne Rocciose Canadesi insieme alle altre zone tutelate che componevano il complesso, per i paesaggi montuosi contenenti vette, ghiacciai, laghi, cascate, canyon e grotte calcaree, nonché gruppi di fossili. In virtù di questo riconoscimento, è accresciuta la necessità di tutelare ancor meglio la zona.
Durante gli anni '80, Parks Canada si trasferì per privatizzare vari servizi del parco come i campi da golf e impose dei pagamenti da sostenere ai visitatori per usufruire di alcuni servizi e strutture al fine di aiutare a far fronte ai tagli di bilancio. Nel 1990, il comune di Banff fu incorporato, dando ai residenti locali più voce in capitolo riguardo a qualsiasi opera pubblica e privata venisse proposta.
Negli anni '90, il Canadian Parks and Wilderness Society (CPAWS) intentò una serie di controversie giudiziarie in opposizione ai progetti proposti per il parco da aziende private che sembravano minacciarne l'integrità e aumentare il peso dell'impatto antropico. Alla metà degli anni Novanta, si decise di avviare uno studio sulla valle Banff-Bow al fine di studiare migliori modalità di tutela ambientale e come sviluppare il parco.

## Ecologia

### Flora

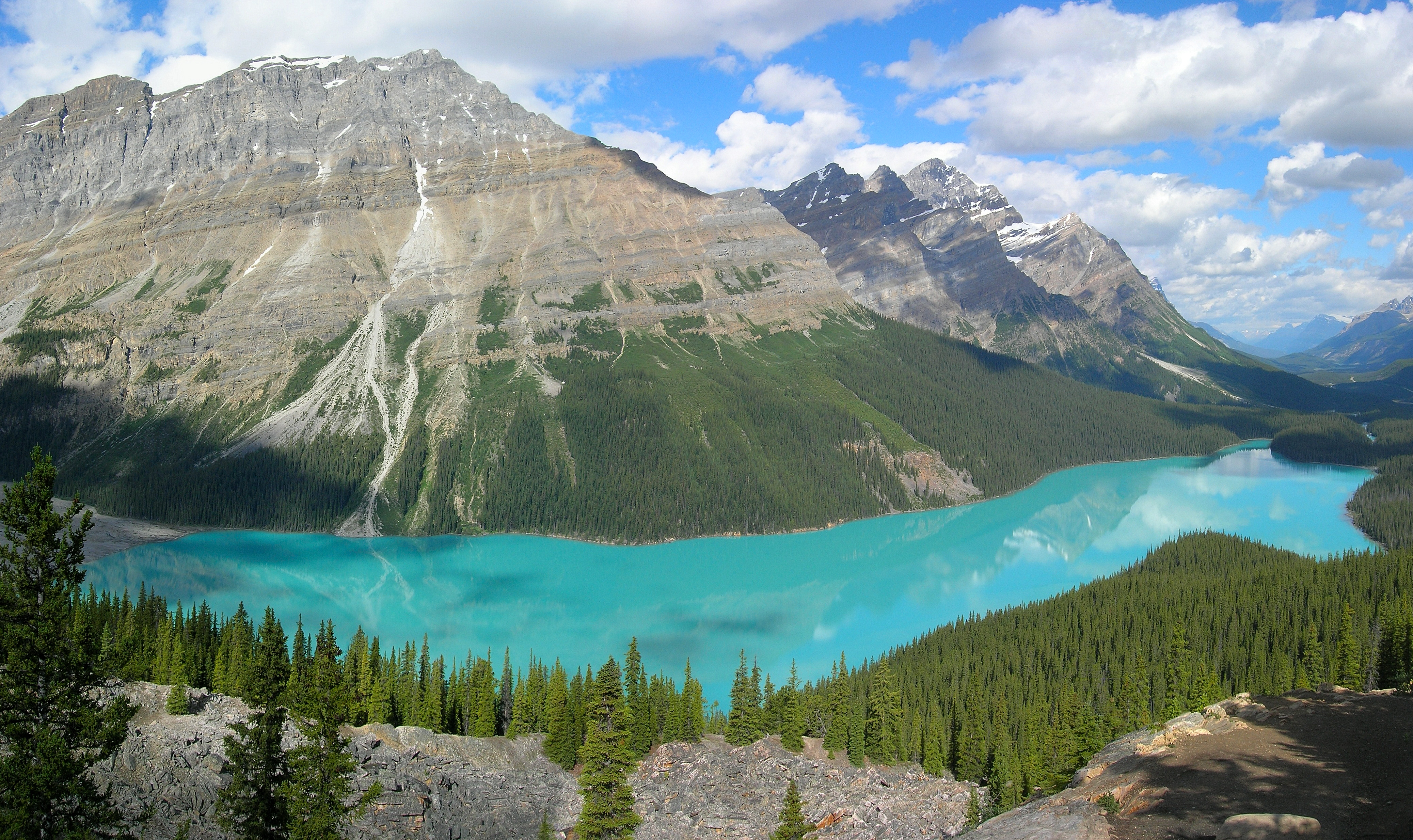
Lago Peyto

Il parco nazionale di Banff accorpa tre ecoregioni, ovvero quella montana, alpina e nivale. La seconda, costituita principalmente da una fitta foresta, comprende il 53% dell'area di Banff, mentre il 27% del parco si trova sopra la linea degli alberi, localizzata intorno ai 2.3000 m, sul piano nivale. Sulle quote più alte, si ritrovano praterie erbose o nuda roccia. Una piccola porzione del parco (3%), situata a quote più basse, si trova nell'ecoregione montana. Le foreste di pini contorti (Pinus contorta) dominano la regione montana di Banff, assieme a pecci di Engelmann (Picea engelmannii), larici occidentali (Larix occidentalis), salici (Salix), pioppi tremuli (Populus tremuloides), occasionali abeti di Douglas (Pseudotsuga menziesii) e alcuni aceri americani (Acer negundo). Il peccio di Engelmann risulta più comune nelle regioni subalpine di Banff, affiancato da alcune macchie verdi di pini contorti e abeti delle rocce (Abies lasiocarpa). Le zone montane nella valle di Bow, che tendono ad essere l'habitat preferito di diverse specie animali, sono state soggette a un non trascurabile processo di insediamento umano nel corso degli anni.

### Fauna

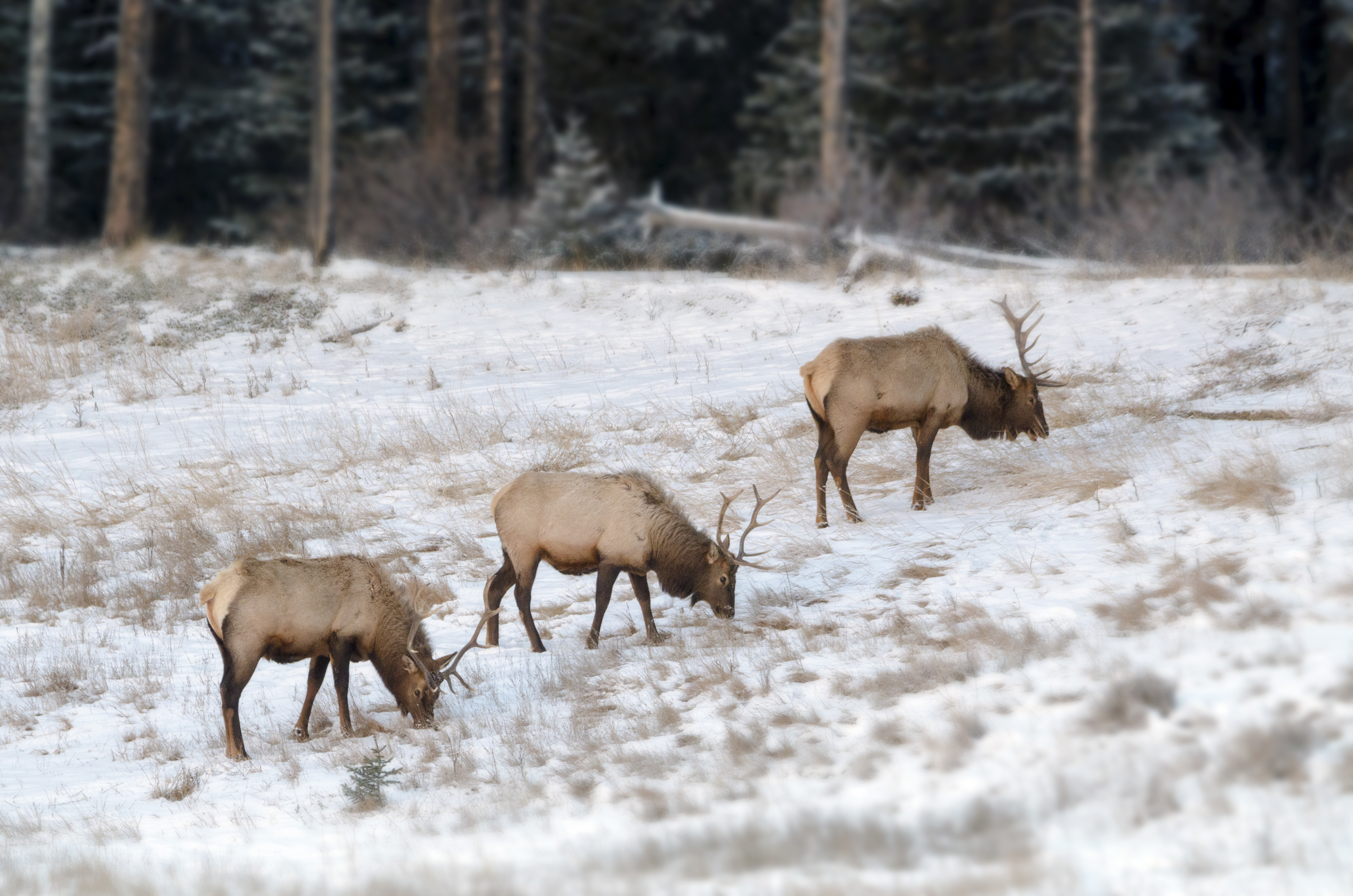
Wapiti in una mattina d'inverno vicino al lago Two Jack

All'interno del parco si annoverano oggi 56 specie di mammiferi registrate. Tra i principali predatori locali figurano il puma settentrionale (Puma concolor couguar), la lince canadese (Lynx canadensis), il ghiottone (Gulo gulo), la volpe rossa (Vulpes vulpes), la donnola (Mustela nivalis), la lontra di fiume (Lontra canadensis), il coyote (Canis latrans) e il lupo grigio nordoccidentale (Canis lupus occidentalis); il wapiti (Cervus elaphus canadensis), il cervo mulo (Odocoileus hemionus) e il cervo dalla coda bianca (Odocoileus virginianus) risultano comuni nelle valli del parco, compresi i dintorni del comune di Banff, mentre l'alce (Alces alces) tende ad essere più sfuggente, gradendo principalmente le zone umide e i corsi d'acqua. Nelle regioni alpine, la capra delle nevi (Oreamnos americanus), la pecora delle Montagne Rocciose (Ovis canadensis), la marmotta americana (Marmota caligata) e il pica (Ochotona princeps) sono molto diffusi. Altri mammiferi come il castoro (Castor canadensis), l'ursone (Erethizon dorsatum), lo scoiattolo comune (Sciurus vulgaris), il topo muschiato (Ondatra zibethicus), il vespertilio bruno (Myotis lucifugus), il chipmunk nano (Tamias minimus), la lepre scarpa da neve (Lepus americanus) e il citello della Columbia (Urocitellus columbianus) sono le specie di taglia ridotta più facilmente osservabili. L'orso grizzly (Ursus arctos horribilis) e l'orso nero (Ursus americanus) popolano invece le aree boscose. I caribù (Rangifer tarandus), già abbastanza schivi, erano i mammiferi di grandi dimensioni più rari presenti nel parco, ma una valanga nel 2009 uccise gli ultimi cinque esemplari rimasti entro i confini del parco.
A causa dei rigidi inverni, il parco ospita una specie di rettile soltanto e quattro di anfibi: la salamandra dalle dita lunghe (Ambystoma macrodactylum), il rospo boreale (Bufo boreas boreas), la rana maculata (Rana luteiventris), la rana del legno (Rana sylvatica) e il serpente giarrettiera terricolo (Thamnophis elegans). Si possono ammirare almeno 280 specie ornitologiche a Banff tra cui, l'aquila di mare testabianca (Haliaeetus leucocephalus) e l'aquila reale (Aquila chrysaetos), la poiana della Giamaica (Buteo jamaicensis), il falco pescatore (Pandion haliaetus), e lo smeriglio (Falco columbarius), che sono tutte specie predatrici, oltre alla ghiandaia grigia canadese (Perisoreus canadensis), al merlo acquiaolo (Cinclus mexicanus), al picchio pileato (Dryocopus pileatus), all'azzurro di montagna (Sialia currucoides), al colibrì rossiccio (Selasphorus rufus), alla nocciolaia di Clark (Nucifraga columbiana), alla cincia delle Montagne Rocciose (Poecile gambeli) e alla pispola golarossa (Anthus rubescens), localizzati nelle elevazioni inferiori. La pernice coda bianca (Lagopus leucura) si scorge spesso nelle zone alpine, mentre fiumi e laghi sono frequentati da oltre un centinaio di specie diverse, tra cui la strolaga (Gavia), gli ardeidi (Ardeidae) e il germano reale (Anas platyrhynchos), che trascorrono i mesi estivi nel parco.
Tra le specie a rischio di estinzione, figurano la lumaca di Banff Springs (Physella johnsoni), che preferisce le sorgenti termali locali, e il rondone nero americano (Cypseloides niger).
Lo scarabeo del pino di montagna (Dendroctonus ponderosae) ha causato una serie di infestazioni su larga scala nell'area protetta, nutrendosi del floema dei pini contorti. La prima epidemia conosciuta di Alberta si è verificata nel 1940, che infettò 43 km² della foresta a Banff: oggi l'areale in cui si è esteso mette a rischio una superficie ben maggiore e numerosi parchi circostanti. Un secondo focolaio di grande portata si è verificato alla fine degli anni '70 e all'inizio degli anni '80 a Banff e nella regione adiacente delle Montagne Rocciose.
Per quanto riguarda l'ittiologia locale, la presenza della trota toro (Salvelinus confluentus) e di altre specie ittiche autoctone nei laghi di Banff è diminuita per via delle più aggressive specie introdotte costituite dal salmerino di fonte (Salvelinus fontinalis) e dalla trota iridea (Oncorhynchus mykiss). La trota di lago (Salvelinus namaycush), la trota iridea golarossa (Oncorhynchus clarkii), e il cosiddetto chiselmouth (Acrocheilus alutaceus) sono specie autoctone rare, mentre il salmone reale (Oncorhynchus tshawytscha), lo storione bianco (Acipenser transmontanus) e la lampreda del Pacifico (Entosphenus tridentatus) sono probabilmente scomparsi; la lasca naso lungo di Banff (Rhinichthys cataractae smithi), endemica del sito, risulta oggi estinta.

#### Gestione della fauna selvatica

##### Gestione storica

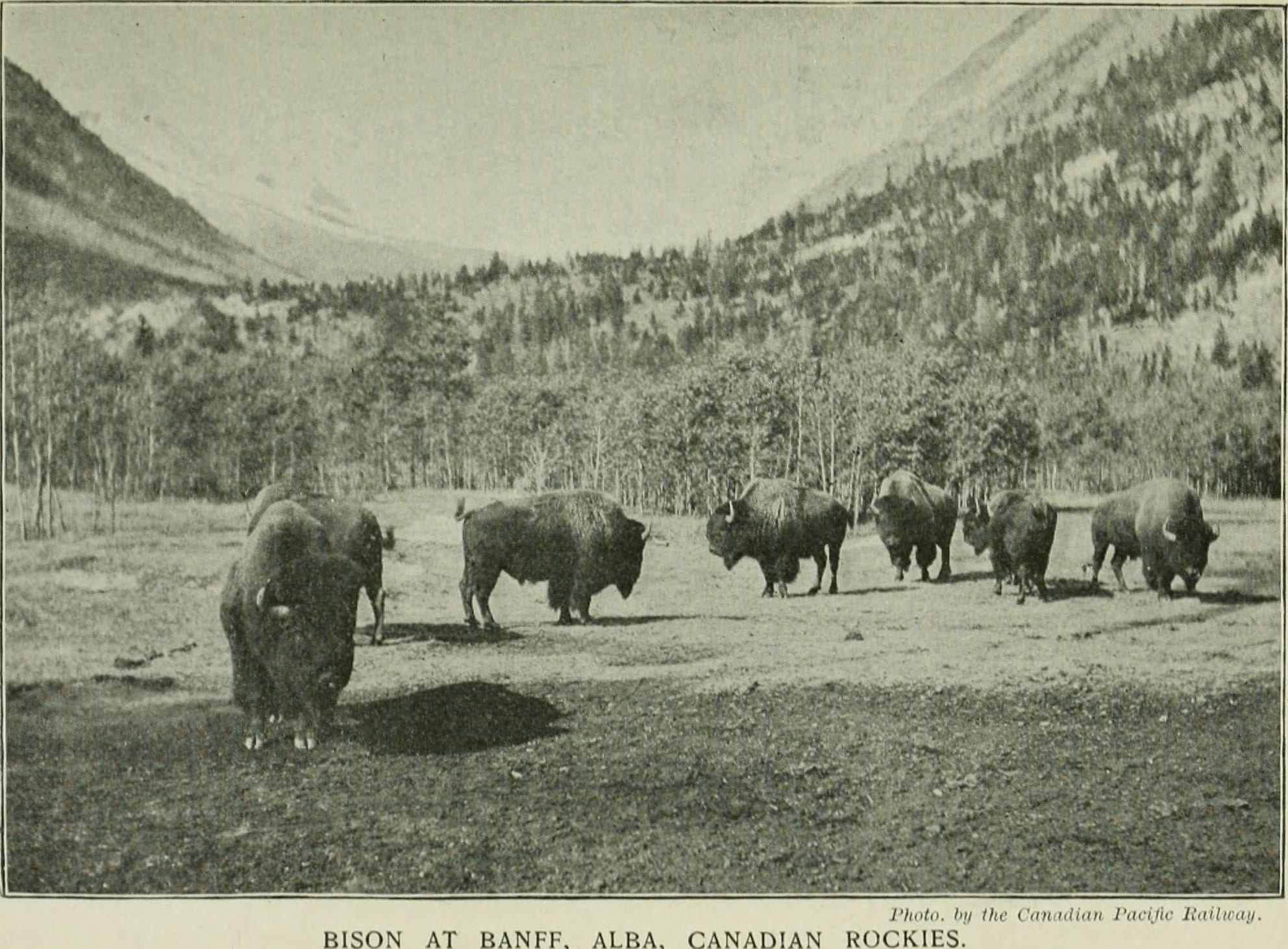
Immagini istrioniche di bisonti a Banff nel 1900

Il parco era originariamente considerato come un'area ricreativa per i visitatori: la politica sulla fauna selvatica, al momento dell'istituzione del parco, la vedeva solo alla stregua di selvaggina o parassiti fino agli anni '60 e '70. Con l'aumento della consapevolezza ecologica, le procedure di gestione si ampliarono con l'inclusione della partecipazione del pubblico in molte decisioni di gestione. Allo stesso tempo, l'aumento dell'impatto antropico (ad esempio grazie alle nuove autostrade) aumentò la pressione umana sulla zona. Nel 1988 la fauna selvatica cominciò a essere considerata parte integrante dell'ecosistema.
Il parco oggi ha una serie di strategie di gestione della fauna selvatica che mirano a conservare alcune specie. Parks Canada utilizza un approccio di gestione basato su un ecosistema che mira a preservare l'ecologia del parco pur continuando a fornire ai visitatori. Le politiche di gestione si basano su informazioni tratte da studi elaborati secondo canoni scientifici.

##### Gestione delle specie di grossa taglia

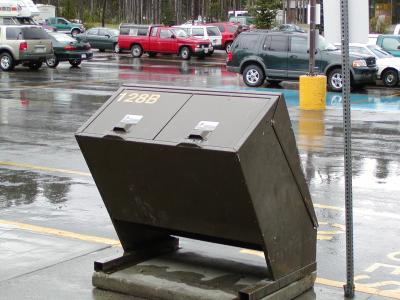
Pattumiera a prova di orso a Lake Louise

Gli alci costituiscono una specie dall'impatto rilevante nel parco nazionale di Banff, rappresentando una fonte di cibo per i lupi, la cui presenza si attesta in calo, e esercitando un discreto effetto sull'habitat nel suo complesso. Quando le comunità di alci salgono di numero, esse arrecano danni alla vegetazione, conflitti con l'uomo e destabilizzazione delle interazioni biologiche. Nel 1999, l'attuazione della Strategia di gestione degli alci del parco nazionale di Banff da Parks Canada e il Comitato consultivo degli alci miravano a monitorare e controllare la popolazione per diminuire i conflitti e aiutare il recupero del processo ecologico.
Le strutture ultimate per tali gruppi di animali comprendono recinti con rampe di carico e scarico dove vengono forniti acqua e cibo ai grandi cervidi: l'obiettivo risulta quello di scoraggiare lo spostamento degli animali verso centri abitati. Tali misure hanno consentito più interazioni tra predatori e prede, grazie alla creazione di specifici corridoi biologici: inoltre, è stata favorita la migrazione degli alci, è stato accresciuto il numero di salici e pioppi e hanno evidenziato il ruolo essenziale dei lupi nella gestione della popolazione degli alci.
Lo stato delle comunità di orsi grizzly a Banff è percepito come un indicatore dell'integrità ecologica. Per tenere i plantigradi lontani dagli esseri umani, nel 2001 si costruì una recinzione elettrica intorno al parcheggio di Lake Louise. I bidoni della spazzatura a prova di orso non consentono agli animali di accedere al loro contenuto e aiutano a scoraggiarli da luoghi abitati. Poiché le bacche dei ribes del Nebraska (Shepherdia) sono da loro particolarmente apprezzate, gli arbusti sono stati rimossi da alcune aree in cui il rischio di un incontro uomo-orso appare alto.
Ulteriori deterrenti come generatori di rumore e proiettili di gomma vengono utilizzati ogni volta che gli orsi compiono un'azione indesiderata: i gestori della zona protetta consigliano inoltre ai visitatori di non intrattenersi con gli animali. Il timore è quello che l'orso si abitui e frequenti luoghi come campeggi e strade.
Il tentativo di individuare le cause che minacciavano le comunità di caribù non riuscì ad arginare adeguatamente la riduzione dei capi, in quanto l'ultimo esemplare di tale genere nel parco è stato trovato morto a seguito di una valanga nel 2009: si è a lungo in seguito discusso sulla possibilità che tale scenario potesse venire scongiurato. Si ritiene che la ragione principale della loro scomparsa sia stata dovuta alla distruzione dell'habitat e all'alterazione del naturale equilibrio tra predatori e prede. La direzione del parco avviò il monitoraggio degli ultimi cinque caribù nel parco nel 2002 e intraprese azioni come ridurre l'impatto antropico, condurre studi sulla popolazione e indagare sulla possibilità di trasferire gli esemplari.
A metà degli anni '80 i lupi grigi ricolonizzarono la valle di Bow: la scomparsa era avvenuta per un trentennio a causa della caccia sistematica per il controllo dei predatori iniziata nel 1850. La ricolonizzazione dell'area è avvenuta in due fasi distinte, ovvero nel 1985 e poi nel 1991. La diffusa presenza antropica in alcune zone nei pressi della cittadina di Banff ha dissuaso i canidi dallo stanziamento. La specie è importante per controllare le popolazioni di alci e migliorare l'equilibrio dell'ecosistema; uno studio scientifico volto a monitorare la loro presenza a Banff è ora al centro dell'obiettivo del Southern Rockies Canine Project, il più grande progetto di ricerca sui lupi del Nord America. Si stima la presenza di 60-70 esemplari.
I bisonti delle pianure (Bison bison bison) sono stati reintrodotti nel 2017: le praterie nelle valli dell'entroterra costituiscono l'habitat perfetto per l'animale di grossa taglia, ricollocato pure in alcune aree degli USA settentrionali a ridosso dello stato di Alberta. I 16 bisonti sono stati sotto osservazione per un anno in un pascolo chiuso all'interno di un sito di reintroduzione vasto 1.200 km². Dal 2020, la mandria era cresciuta a 36 capi.

##### Gestione odierna

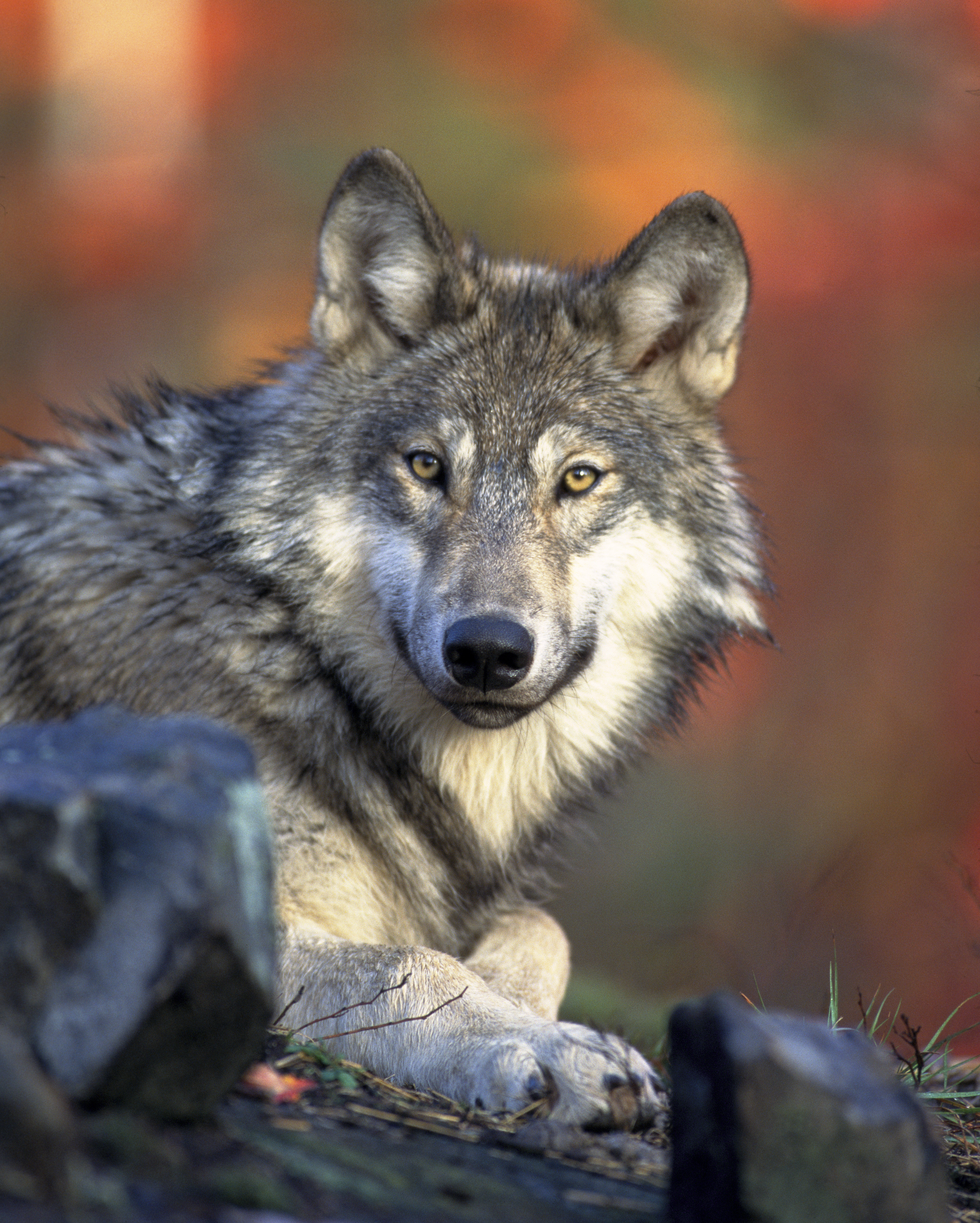
Lupo grigio, ricomparso nella regione dopo decenni di assenza nel secolo scorso

Tra le strategie della gestione odierna, rientrano sicuramente i varchi per il passaggio della fauna, che hanno avuto successo al fine di ridurre il numero di animali uccisi sulle strade. Sono stati installati anche 82 km di recinzioni ai margini dell'autostrada nel parco per impedire agli animali di accedere alle carreggiate. Da quando è entrato in azione, tale sistema ha ridotto le collisioni tra animali selvatici e veicoli di oltre l'80%.
I percorsi ferroviari pongono ancora delle sfide agli ambientalisti: svariati orsi sono stati uccisi dai treni, spesso perché attratti dalle fuoriuscite di grano lungo i binari. I corridoi biologici forniscono aperture per piante utilizzate anche dagli orsi. Una collaborazione tra Parks Canada e la Canadian Pacific Railway consentì dal 2010 di realizzare pannelli forati in legno per recintare i lati dei binari e di trattare chimicamente dei cereali per scoraggiare gli orsi. Dopo una completa revisione dei progetti di ricerca, venne autorizzato lo sviluppo di alcuni di essi, compresa l'alterazione del grano e l'uso di telecamere per studiarne il comportamento risposta naturale degli orsi ai treni.
Nel 2011, Parks Canada ha iniziato a studiare l'efficacia di barriere elettriche, le quali, se toccate, rilasciano una lieve scossa elettrica che scoraggia gli animali a spingersi verso i binari del treno. Un'installazione di prova delle stuoie è stata collocata a Banff per testare la loro efficacia nel dissuadere animali più grandi come gli orsi.
I divieti generali implementati per garantire il rispetto della fauna selvatica includono l'impossibilità di nutrire, toccare o detenere animali in cattività e l'evitare di arrecare disturbo o distruggere i nidi degli uccelli.

## Geografia umana

### Banff
Banff, fondata nel 1885, è il principale centro commerciale del parco nazionale, nonché un centro per le attività culturali. Ospita numerose istituzioni culturali, tra cui il Banff Centre for Arts and Creativity, il museo Whyte, il museo Buffalo Nations Luxton, il sito storico nazionale Cave and Basin e diverse gallerie artistiche. Nel corso della sua storia, Banff è stata sede di molti eventi annuali, tra cui le Giornate degli Indiani di Banff, inaugurate nel 1889, e il carnevale invernale. Dal 1976, il Banff Centre organizza il film festival del monte Banff. Nel 1990, la cittadina ha assunto il titolo di comune (town) nello Stato di Alberta, sebbene ancora soggetta al National Parks Act e all'autorità federale in materia di pianificazione e sviluppo. Nel censimento del 2017, Banff contava 8.865 abitanti e 793 residenti non permanenti per un totale di 9.386. Il fiume Bow scorre sul suo territorio, mentre le sue cascate si trovano al limite esterno.

### Lake Louise

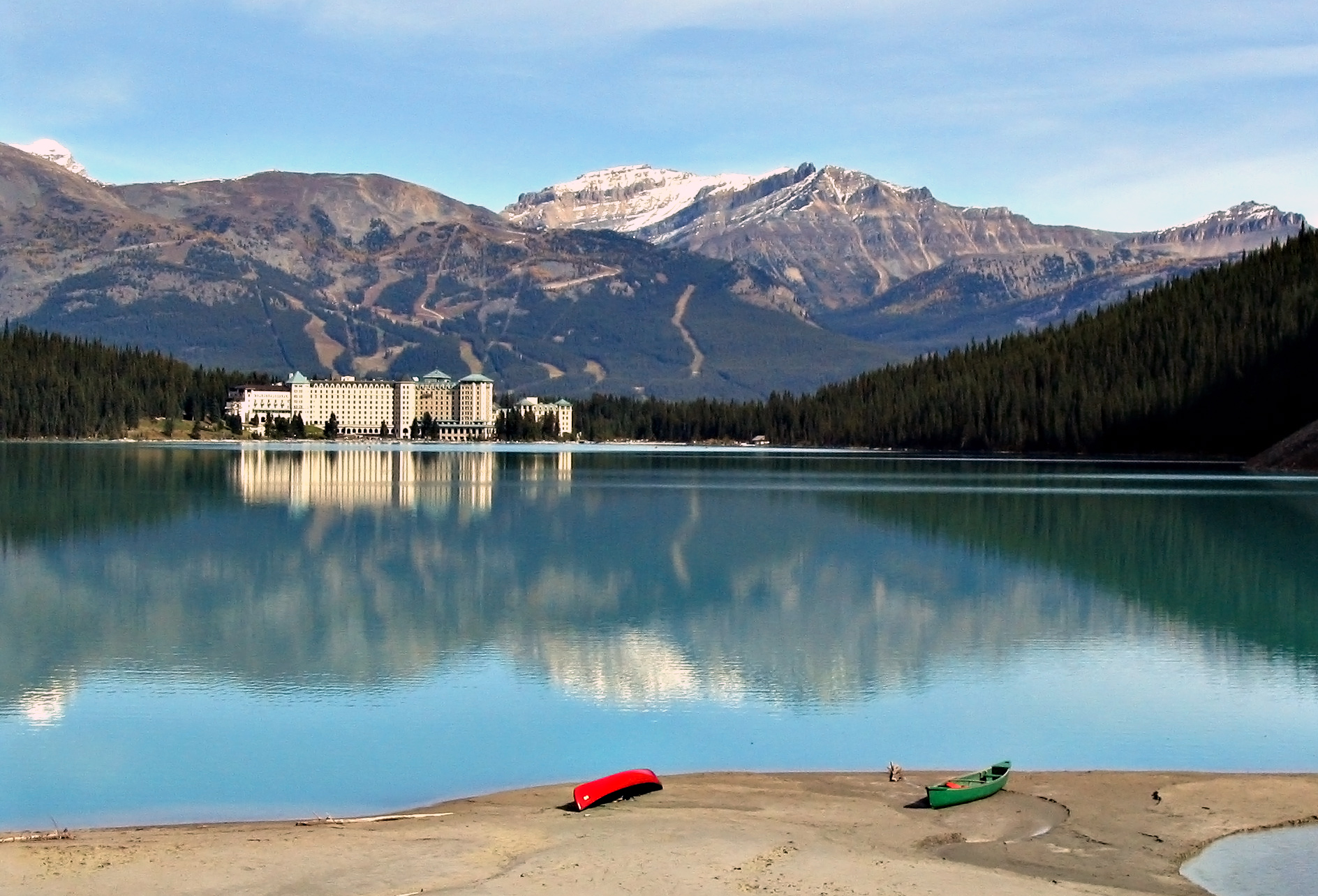
Il lago Louise, lo specchio d'acqua che dà il nome al comune di cui fa parte

Lake Louise, situato a 54 km a nord-ovest del comune di Banff, ospita lo chateau omonimo, che ha una storia quasi secolare. A 15 km dal posto, vi è il lago Moraine, il quale offre un'ampia veduta panoramica della cosiddetta valle dei Dieci Picchi (Valley of the Ten Peaks). Il paesaggio è stato immortalato sul retro della banconota da 20 dollari canadesi nella serie 1969–1979 (Scenes of Canada). Anche il resort di montagna del lago Louise ha sede vicino al villaggio: lo specchio d'acqua è tra i più visitati del Paese per via della possibilità di eseguire varie attività ricreative (si pensi al canottaggio o alle escursioni in barca) ed è posizionato a sud-ovest rispetto al campo di ghiaccio del monte Victoria.

### Collegamenti
Il parco nazionale è diviso in due da due autostrade che attraversano il confine tra Alberta la Columbia Britannica, mentre un'altra tratta fornisce un terzo accesso all'interno dell'Alberta. L'autostrada transcanadese (nello specifico la H1 dello stato di Alberta) seca in due la zona protetta in direzione est-ovest, collegandolo a Vancouver a ovest e Calgary a est. La H93 procede in direzione nord-sud, collegando il sito a Cranbrook a sud e Jasper a nord. La sezione di H93 a nord di Lake Louise è nota come Icefields Parkway, mentre la parte a sud-ovest dell'incrocio del Castle, così chiamato in onore del vicino monte omonimo, forma la Banff-Windermere Parkway. La H11 (altrimenti detta David Thompson Highway) collega la Icefields Parkway alla confluenza del fiume Saskatchewan a Rocky Mountain House a nord-est. All'interno del parco, l'Alberta Highway 1A o Bow Valley Parkway è vagamente parallela alla Highway 1 tra Banff e Lake Louise.
L'aeroporto più vicino con voli a lungo raggio è quello di Calgary (YYC).
Altre strutture di trasporto all'interno del parco nazionale di Banff includono una linea ferroviaria della Canadian Pacific, la quale appare generalmente parallela all'autostrada 1 e un eliporto locale, il Banff Park Compound.

#### Icefields Parkway
La Icefields Parkway è una strada lunga 232 km che collega Lake Louise a Jasper, in Alberta. Comincia a Lake Louise e prosegue verso nord, lungo la valle di Bow, oltre il lago Hector, che è il più grande del parco. Altri specchi d'acqua luoghi suggestivi adiacenti alla tratta panoramica includono il lago Bow e il Peyto, entrambi a nord del lago Hector. La Parkway poi lambisce la sommità del Bow (2088 m) e si accoda al Mistaya fino alla confluenza di Saskatchewan, dove converge con l'Howse e con il Saskatchewan settentrionale. La vetta del Bow costituisce la quota più alta raggiunta da una strada pubblica in Canada.
Il Saskatchewan settentrionale scorre a est dalla confluenza di Saskatchewan fuori Banff, in quella che è nota come terra di David Thompson, e su Edmonton. L'autostrada David Thompson segue poi il Saskatchewan settentrionale oltre l'artificiale lago Abraham e giunge al campo di ghiaccio del monte Columbia. Attraversato poi il parco nazionale di Jasper, dal passo di Sunwapta (2.035 m di altezza) prosegue fino a Jasper.

## Turismo

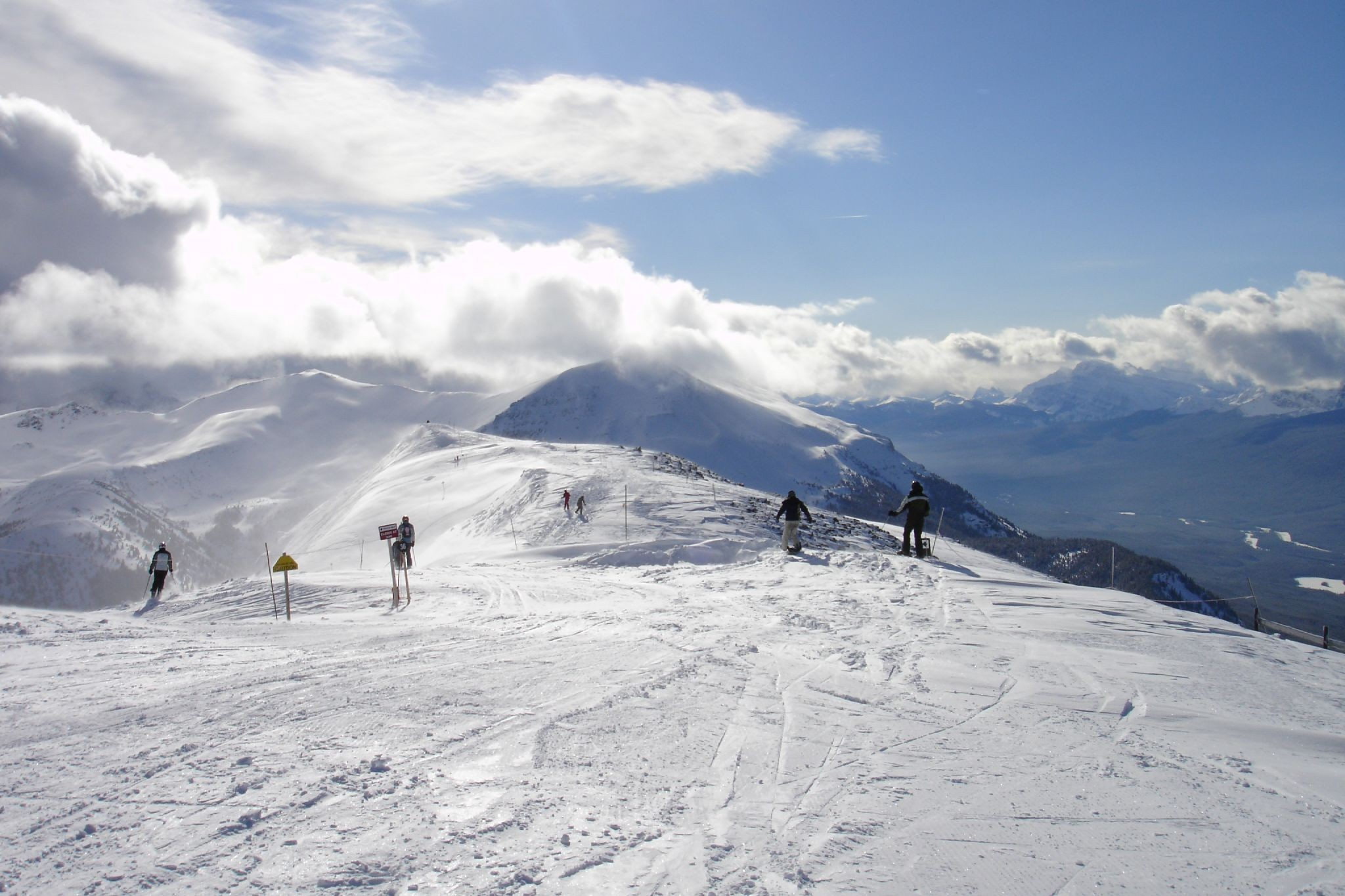
Percorso sciistico a Lake Louise

Il parco nazionale di Banff è la destinazione turistica più visitata dell'Alberta e una delle destinazioni più visitate del Nord America, con più di tre milioni di turisti all'anno. Il turismo a Banff contribuisce con una stima di 6 miliardi di dollari canadesi all'anno all'economia della nazione.
È necessario un certificato per sostare nel parco e i controlli dei permessi sono comuni durante i mesi estivi, specialmente a Lake Louise e all'inizio della Icefields Parkway. Il permesso non è invece richiesto se si viaggia direttamente attraverso l'area protetta senza fermarsi. Inclusi coloro che non vi mettono piede sostando, circa 5 milioni di persone attraversano Banff ogni anno sull'autostrada transcanadese.
Nel 2009, si sperava che la condivisione del meme circolato su Internet intitolato Crasher Squirrel avrebbe suscitato maggiore interesse per il parco: nell'immagine figurava una coppia del Minnesota sulla riva del lago Minnewanka che, al momento dell'autoscatto, si trovò immortalata assieme a uno scoiattolo; l'imprevisto protagonista è stato pubblicato su vari quotidiani di tutto il mondo e il web si è sbizzarrito pubblicando delle versioni divertenti dell'originale.

## Impatto antropico

### Ambiente

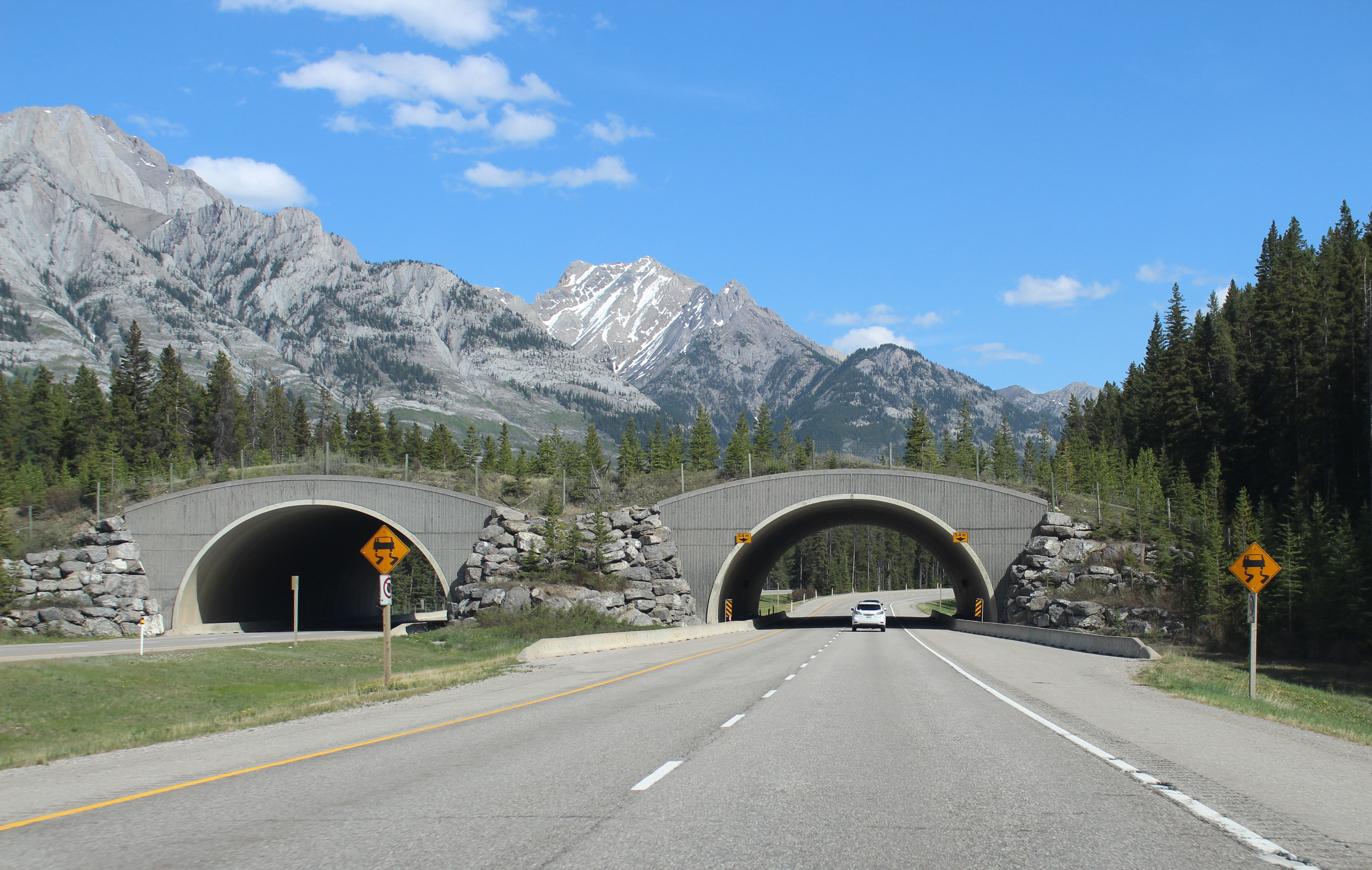
Cavalcavia adibito al transito degli animali

Dal XIX secolo, l'uomo ha avuto un impatto sull'ambiente locale attraverso l'introduzione di specie alloctone, i controlli su altre specie e lo sviluppo nella valle di Bow, tra le altre attività umane. I bisonti una volta vivevano nelle valli del posto, ma furono cacciati dagli indigeni americani e l'ultimo bisonte morì nel 1850. Nel 2017 un piccolo branco di sedici bisonti delle pianure è stato reintrodotto in una sezione orientale del parco. Gli alci non sono nativi di Banff e furono introdotti nel 1917 con 57 alci portati dal parco nazionale di Yellowstone. L'introduzione degli alci a Banff, combinata con i controlli su coyote e sui lupi da Parks Canada a partire dagli anni '30, ha causato uno squilibrio dell'ecosistema. Altre specie che sono state spostate dalla valle di Bow includevano grizzly, puma, linci, ghiottoni e lontre. A partire dal 1985, i lupi grigi ricolonizzarono la valle di Bow. Tuttavia, 32 esemplari di quest'ultima specie sono morti lungo l'autostrada transcanadese tra il 1987 e il 2000, lasciandone solo una trentina nell'area.
La realizzazione di tratte stradali ha comportato problemi e pericoli per la fauna, inclusa quella in fase di migrazione, a causa del traffico. I grizzly sono tra gli esemplari colpiti dall'autostrada, che insieme ad altre costruzioni ultimate a Banff, hanno causato una frammentazione ambientale. I plantigradi prediligono l'habitat montano, ovvero proprio quello maggiormente intaccato dall'uomo: per ovviare a questa situazione, si è optato per l'inserimento di una serie di cavalcavia e sottopassi in diversi punti lungo la transcanadese per ridurre l'impatto del problema.

### Gestione degli incendi
Le pratiche di gestione dei parchi canadesi, in particolare per quanto riguarda l'estinzione dei roghi, ha avuto un discreto impatto sull'ecosistema del parco. Dal 1983, Parks Canada adotta una strategia volta a generare fuochi prescritti, i quali emulano gli effetti degli incendi naturali. Le motivazioni alla base di una simile politica sono molteplici: prevenire incendi boschivi, conversare ecosistemi e habitat e formare il personale addetto allo spegnimento delle fiamme.

### Progetti di costruzione

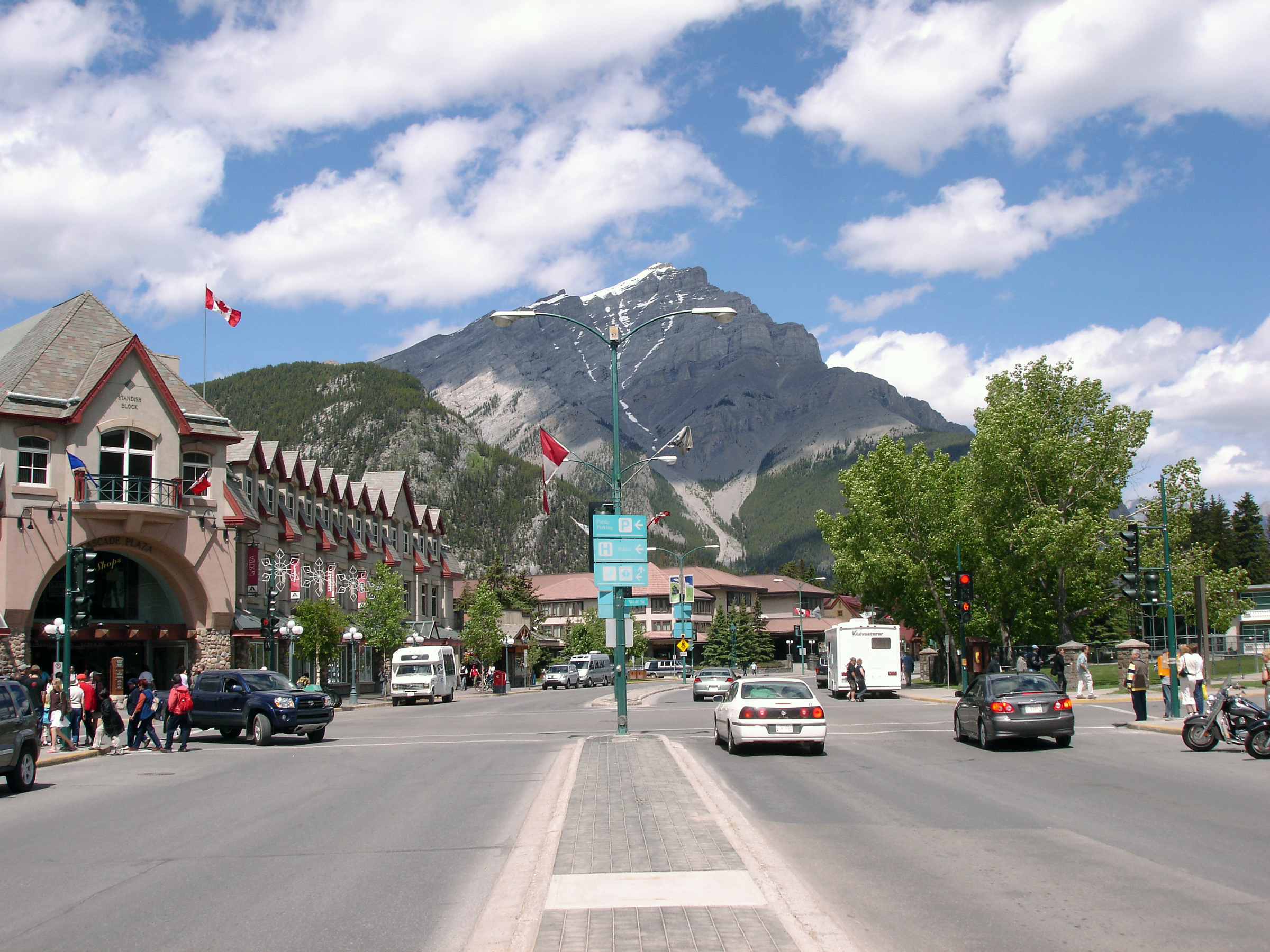
Scorcio del comune di Banff

Nel 1978, è stato approvato l'ampliamento della stazione sciistica del Sunshine Village, il quale prevedeva la realizzazione di un parcheggio, l'ampliamento dell'hotel e l'aggiunta di nuove misure di sicurezza sul monte Goat's Eye. L'attuazione di questa proposta di sviluppo è stata ritardata negli anni '80, in quanto al tempo si stava procedendo con delle valutazioni ambientali. Nel 1989, Sunshine Village ha ritirato la sua proposta di ampliamento, alla luce delle riserve mostrate dal governo, e ha presentato una seconda bozza nel 1992. Anche in quest'occasione, il piano è stato approvato, in attesa della valutazione di compatibilità con i criteri ambientali. In seguito, la Canadian Parks and Wilderness Society (CPAWS) si è rivolta al tribunale amministrativo riuscendo a ottenere l'emissione di una misura cautelare che ha bloccato l'iter. CPAWS ha anche espresso pressioni all'UNESCO in merito alle candidature presente dal Canada per ospitare le Olimpiadi invernali a Banff, temendo che ne sarebbe derivato un danno allo stato di salute ecologica del parco.

### IlBanff-Bow Valley Study

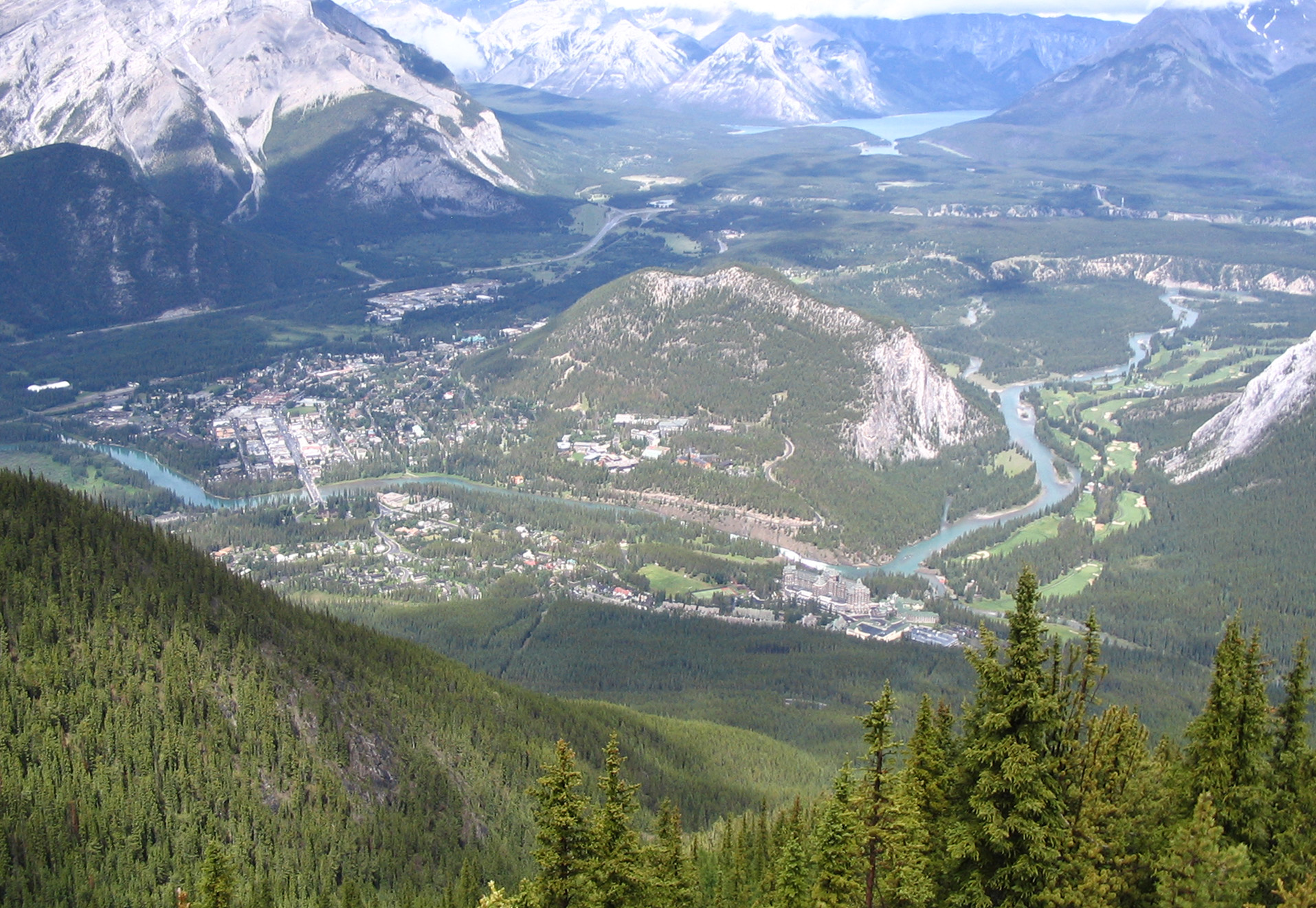
Il percorso del fiume Bow attraverso il centro abitato di Banff

Sebbene il National Parks Act e l'emendamento del 1988 enfatizzino l'integrità ecologica, nella pratica Banff ha sofferto di un'applicazione incoerente delle politiche. Nel 1994, Sheila Copps, il ministro responsabile di Parks Canada, ha incaricato un gruppo di studiosi di realizzare una pubblicazione, realizzata secondo criteri scientifici, in cui si raccogliessero dati volti a comprendere lo stato di salute del parco e come si potesse ridurre l'impatto antropico allo scopo di preservare l'integrità ecologica. Mentre era in corso lo studio biennale su Banff e sulla valle di Bow (Banff-Bow Valley Study), i progetti di costruzione in corso si interruppero, inclusa l'espansione del Sunshine Village e la realizzazione della bretella volta a collegare l'autostrada transcanadese con l'incrocio di Castle e il Sunshine.
Il team di esperti ha elencato oltre 500 raccomandazioni, tra cui limitare l'espansione dei quartieri del comune di Banff, contenere la popolazione della cittadina a 10.000 abitanti, imporre il pagamento di un pedaggio all'ingresso dei sentieri escursionistici maggiormente frequentati e arginare i lavori pubblici avviati in situ. Un altro suggerimento riguardava la possibilità di recintare i dintorni della città per ridurre gli incontri tra persone e alci. Il fine appariva altresì quello di evitare che i cervidi potessero evitare di affrontare i lupi rifugiandosi nei pressi dei centri abitati, in quanto i predatori tendevano a tenersi lontani dall'uomo. Dopo il rilascio del rapporto, Copps si è immediatamente mossa per rendere effettiva la proposta di limitare la popolazione cittadina, ordinando la rimozione di una piccola pista di atterraggio, insieme a un recinto per i bisonti e al campo dei cadetti, che avevano inibito gli spostamenti della fauna selvatica.
In risposta alle preoccupazioni e alle raccomandazioni sollevate dal Banff-Bow Valley Study, una serie di piani di sviluppo si è arenata negli anni '90, inclusa l'ipotesi di aggiungere nove buche al resorts di golf di Banff Springs nel 1996.

### Canmore
Con il limite demografico imposto, Canmore, confinante con la cittadina di Banff, è cresciuta rapidamente per soddisfare le crescenti richieste dei turisti. Uno dei lavori maggiori ha riguardato il Three Sisters Golf Resorts, proposto nel 1992, che diede vita a un accesso dibattito: gli ambientalisti sostenevano che l'andata in porto del progetto avrebbe nuociuto a importanti corridoi della fauna selvatica nella valle di Bow.

## Galleria d'immagini

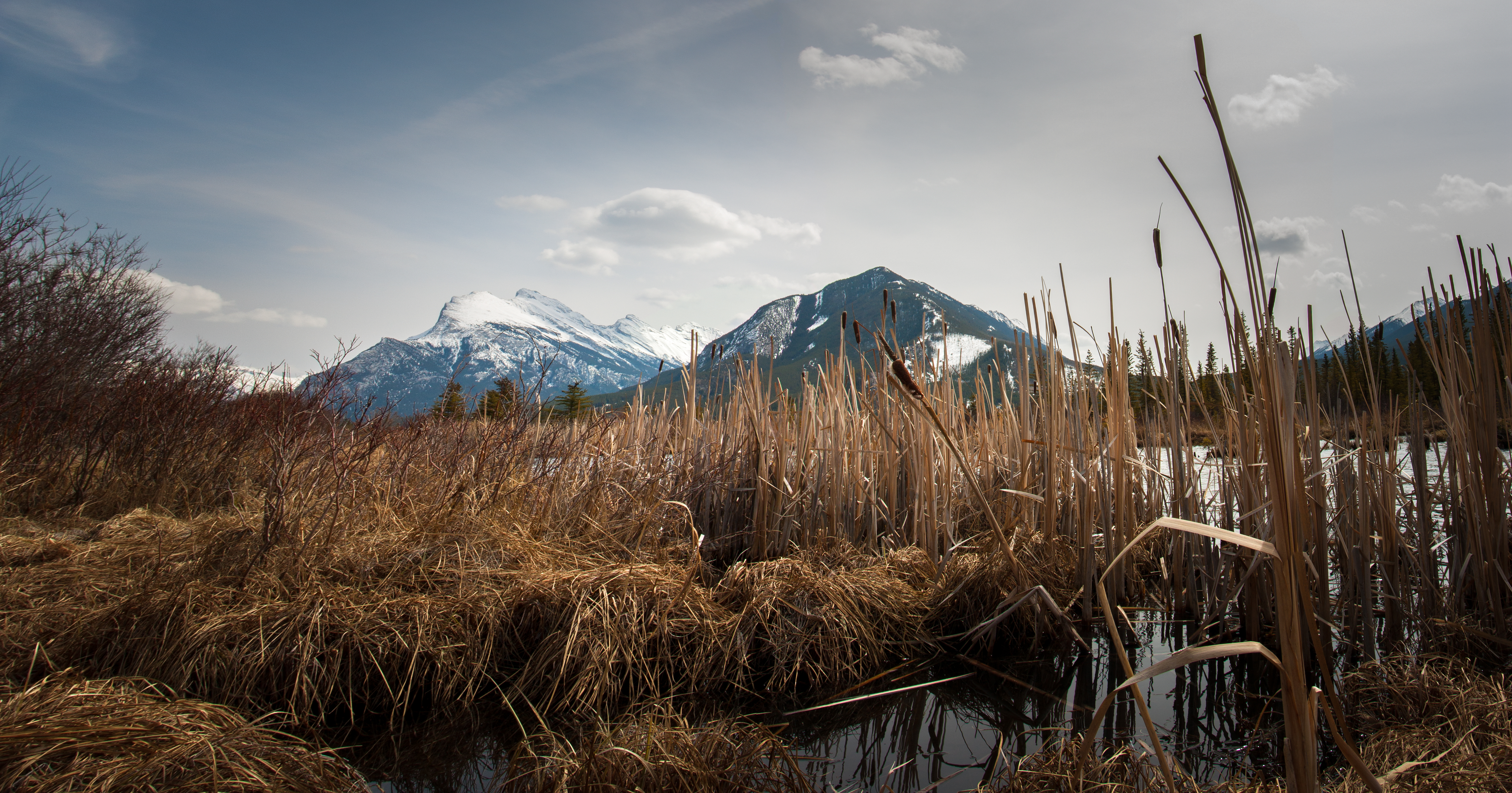
Il monte Rundle e il Sulphur visti dalle canne lungo la riva di uno dei laghi Vermillion
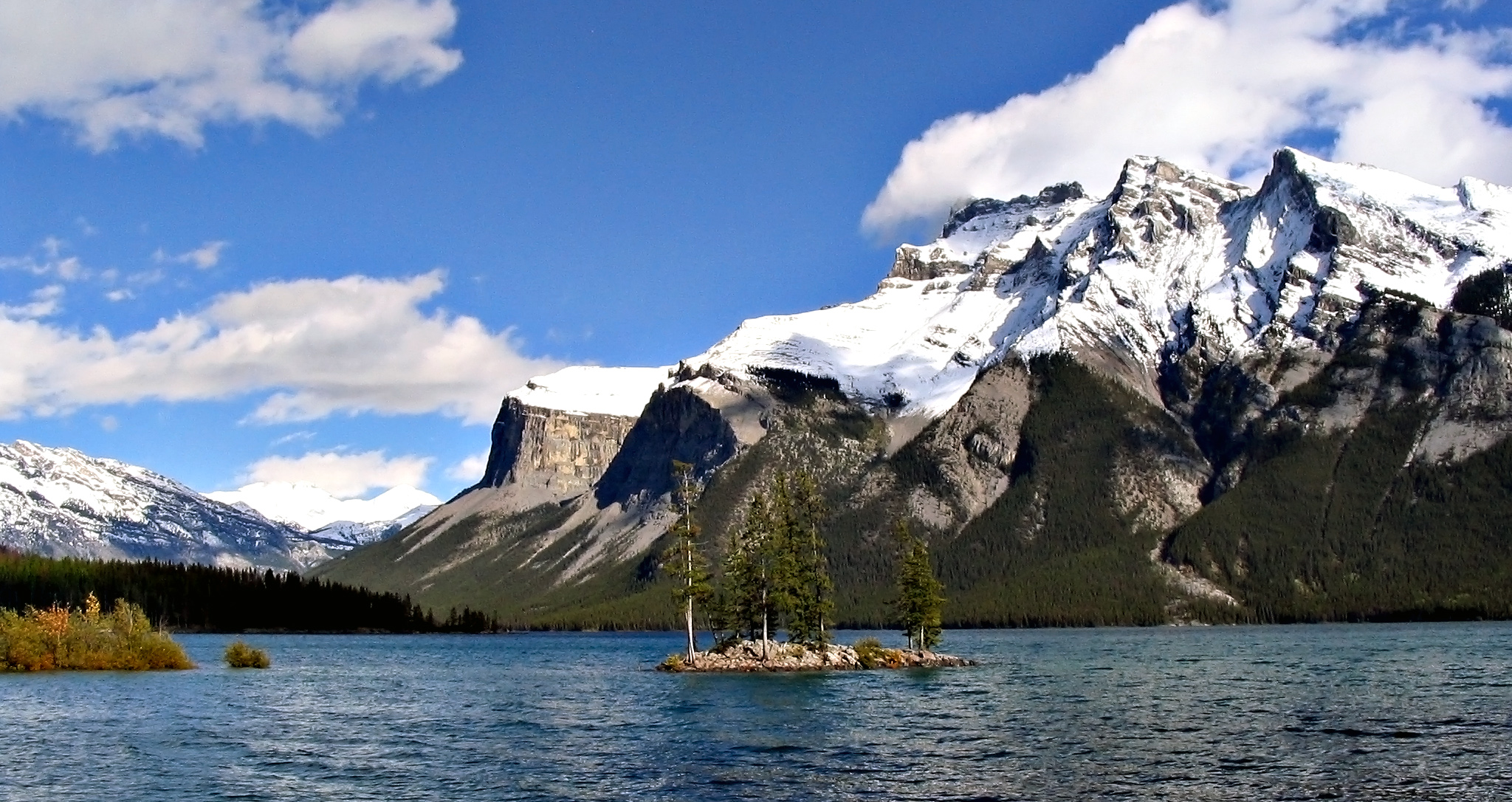
Lago Minnewanka
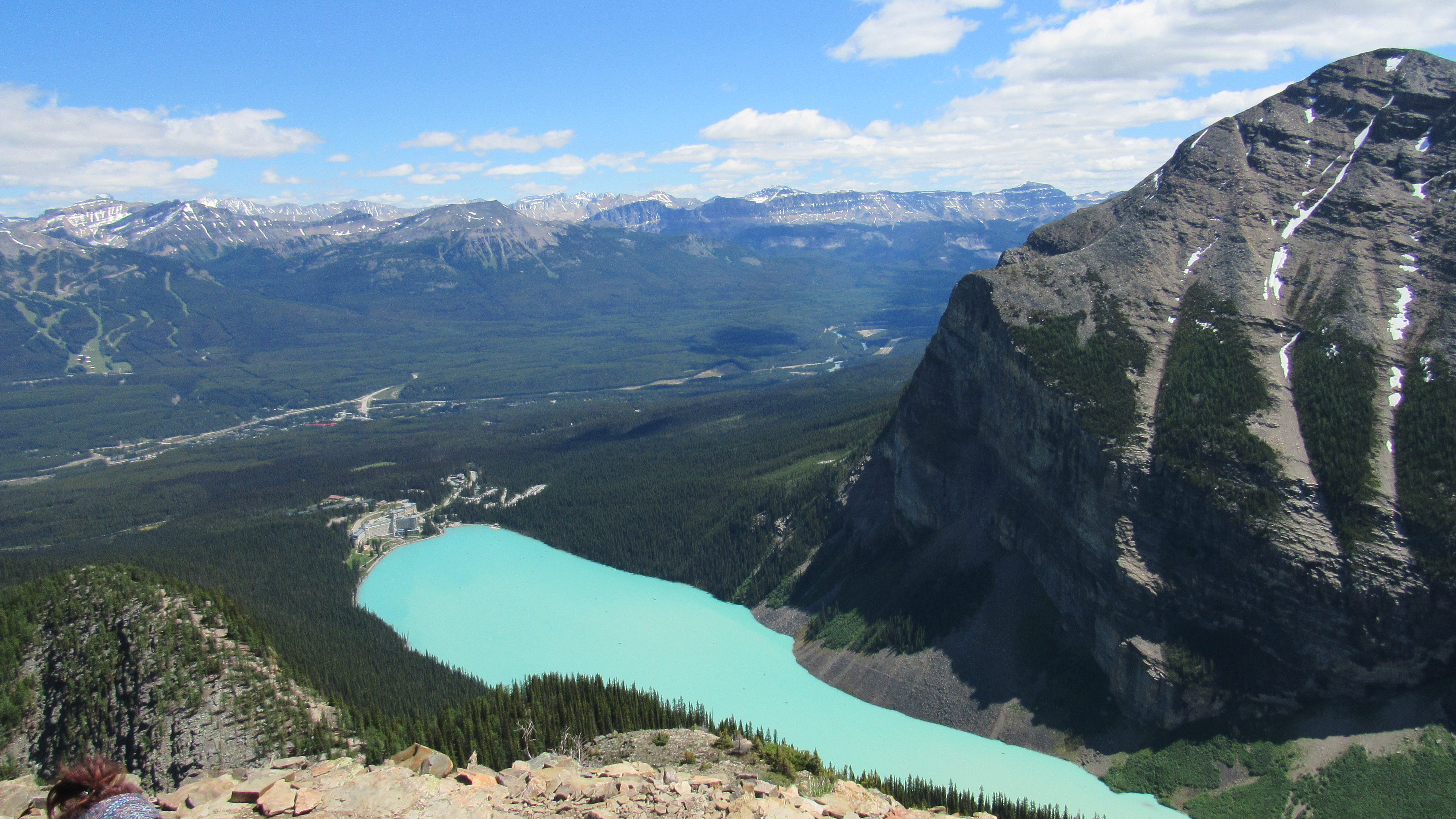
Il lago Louise visto da Devils Thumb
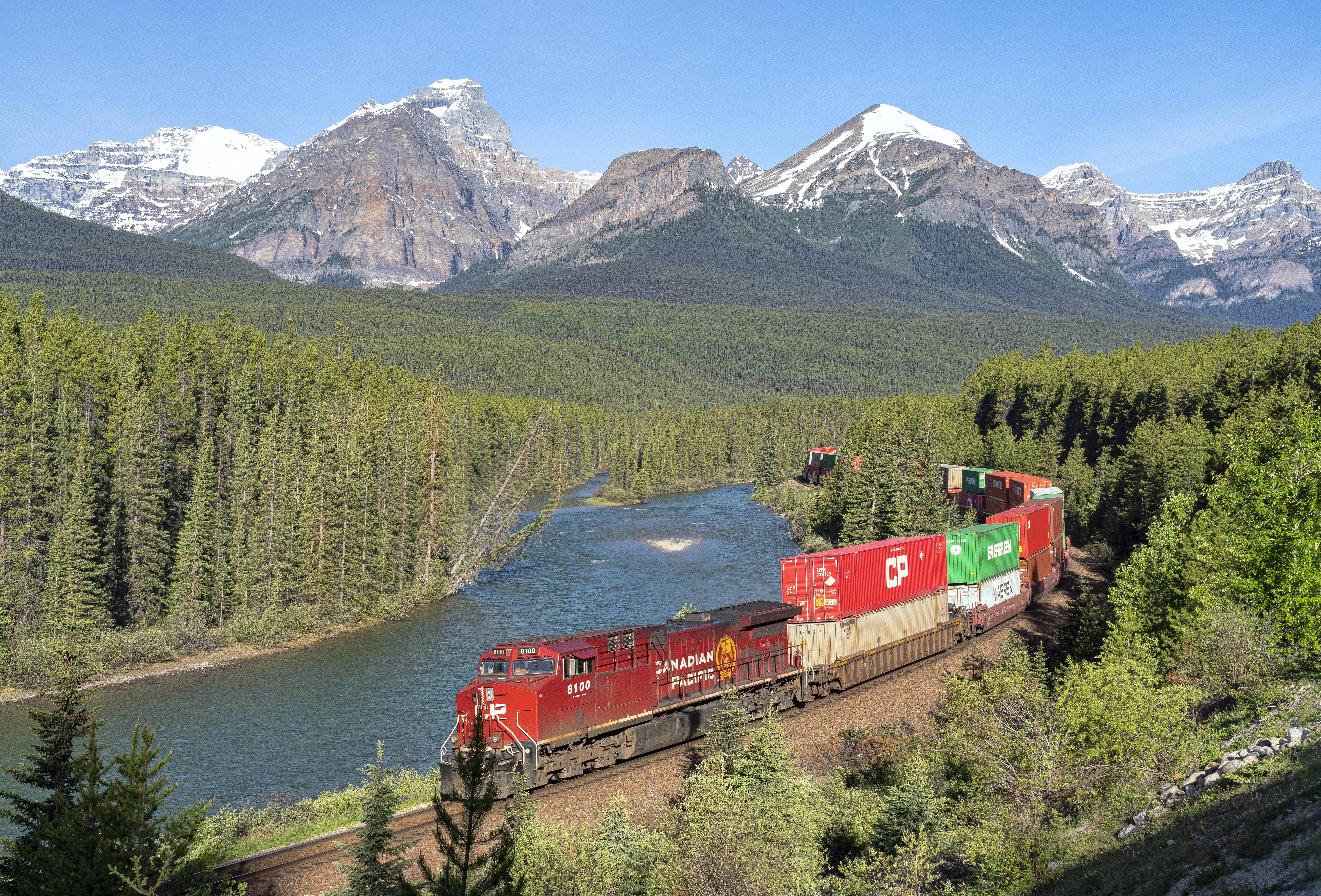
Treno merci attraversa il parco
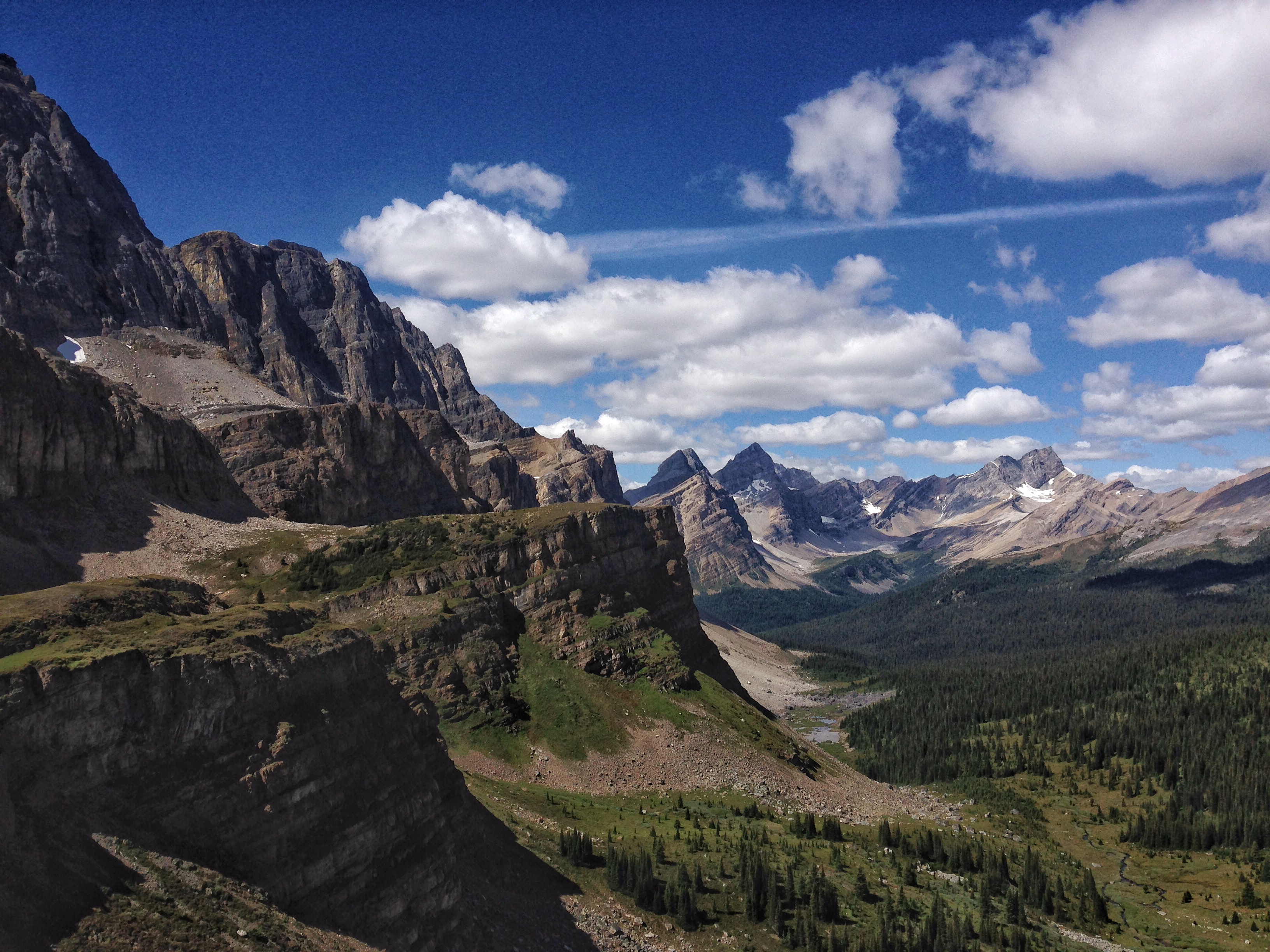
Passo Molar e paesaggio della valle
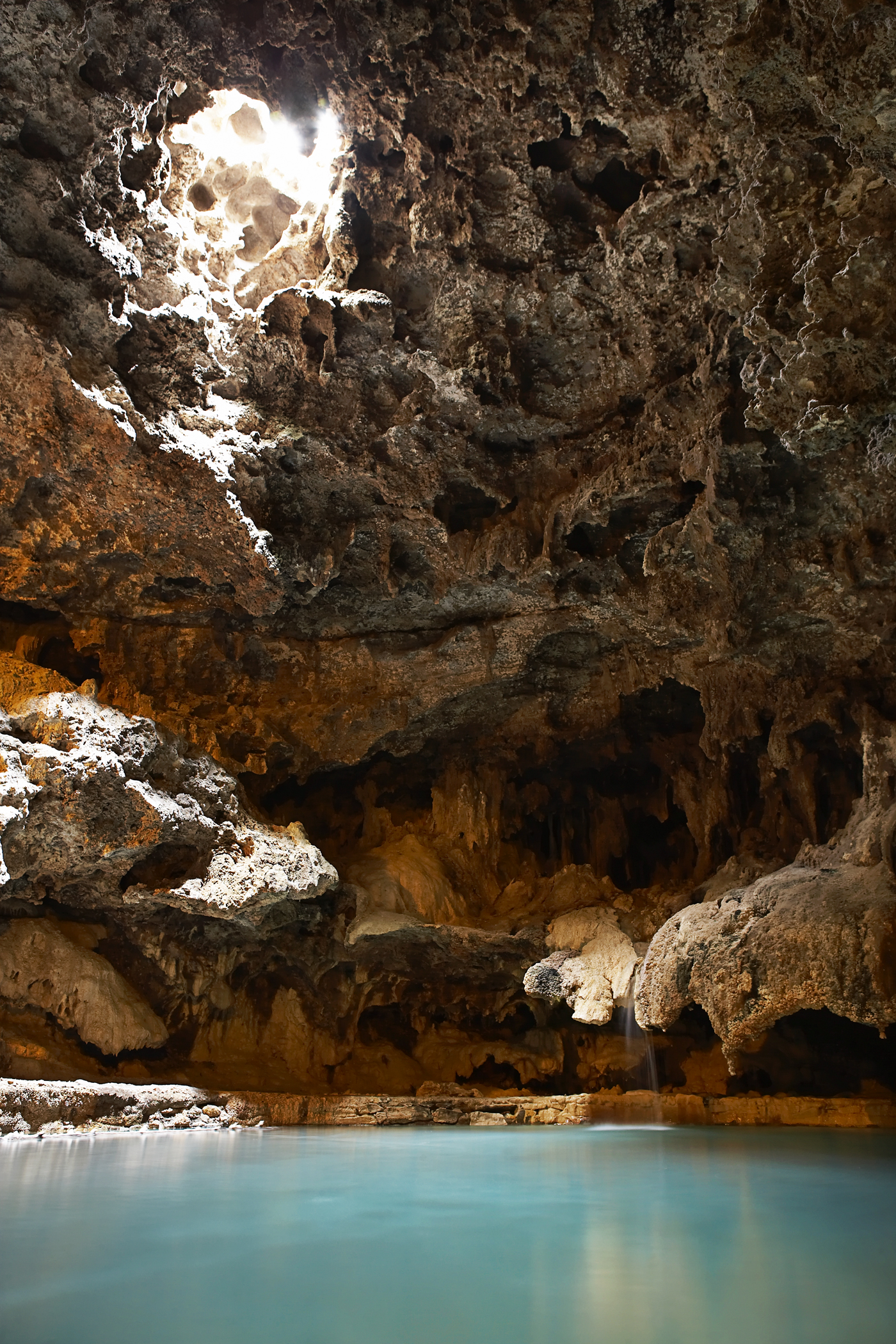
Il sito nazionale storico Cave and Basin
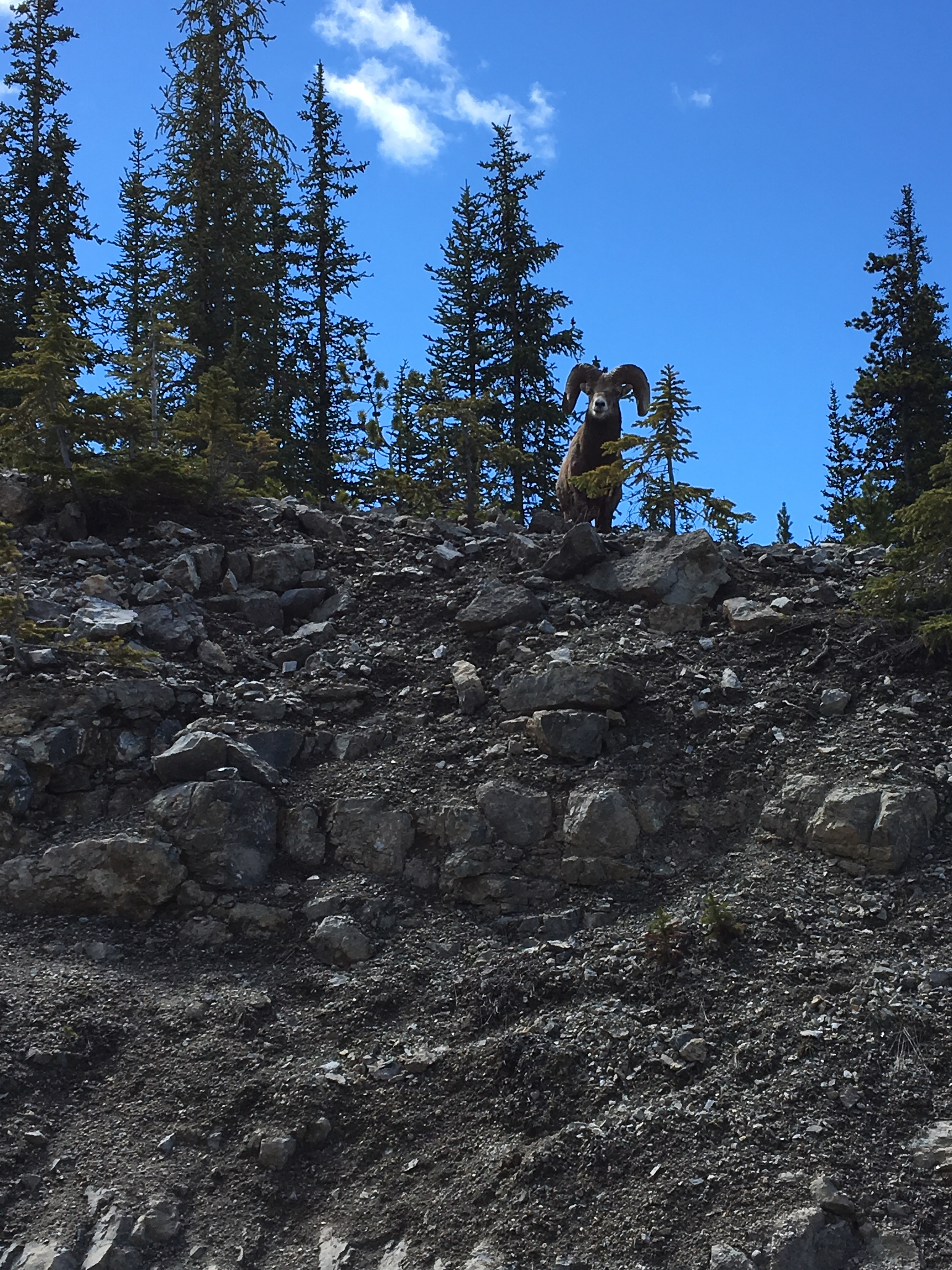
Pecora bighorn nel parco
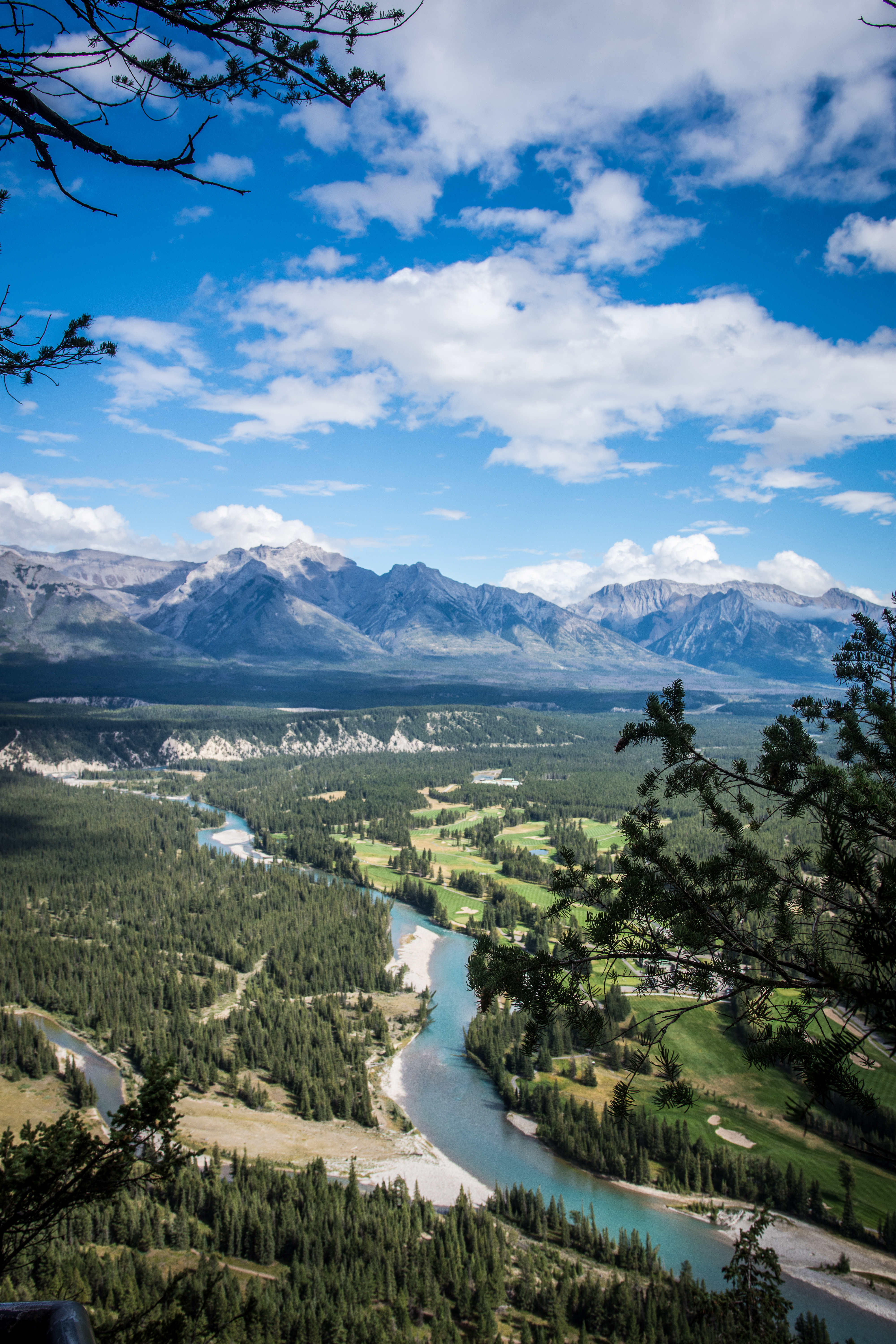
Panorama dal monte Tunnell
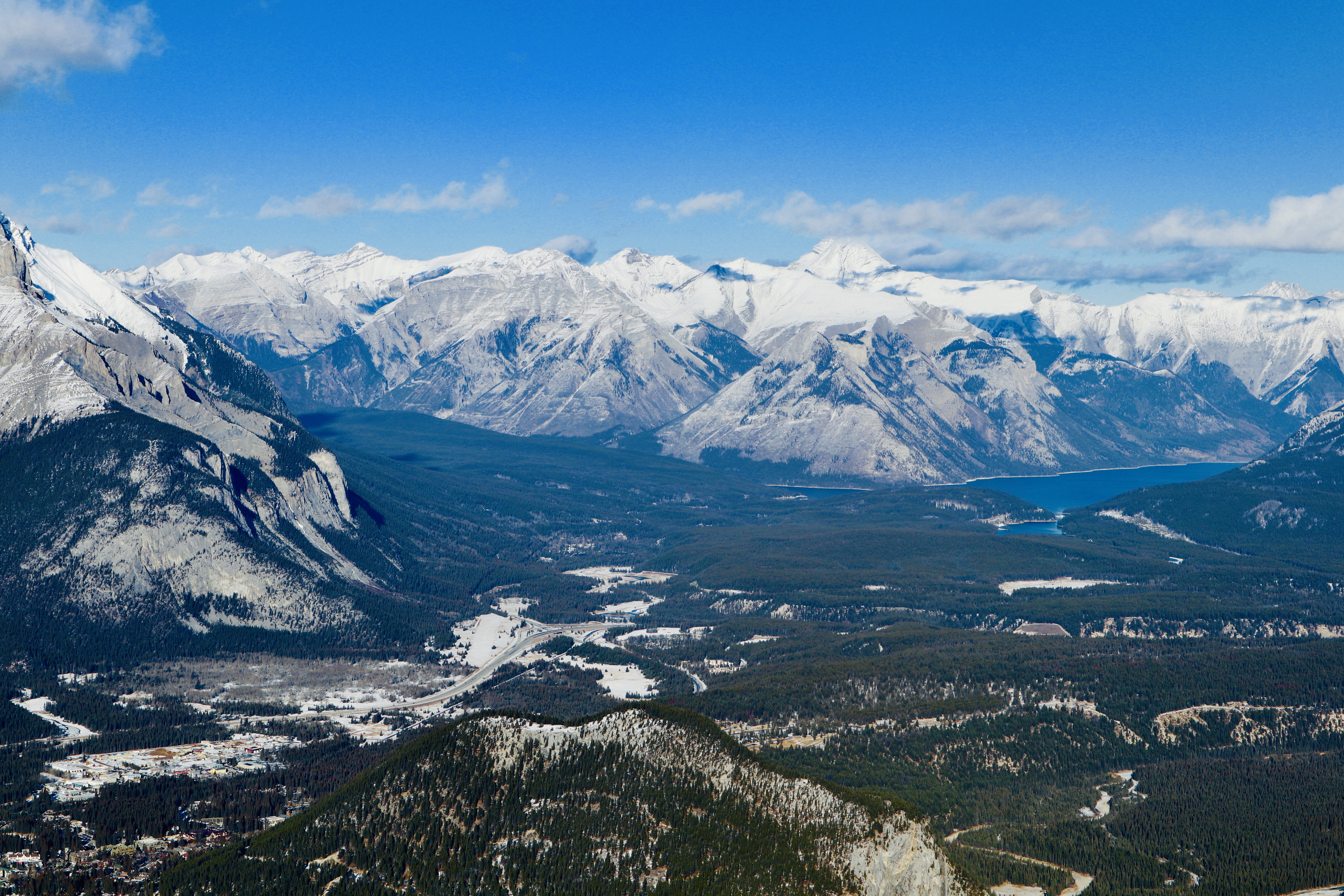
Alcuni dei ghiacciai locali
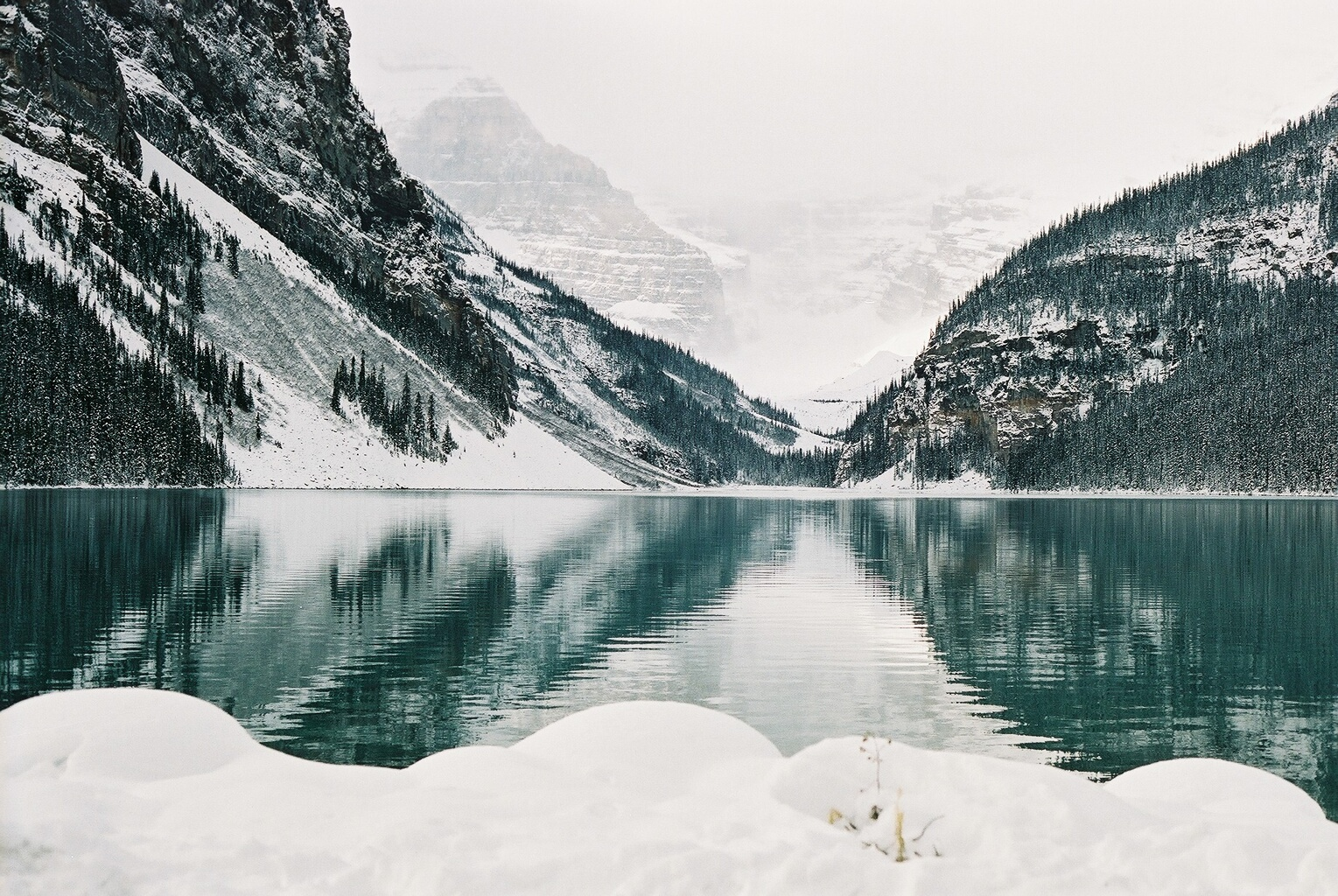
Panorama invernale
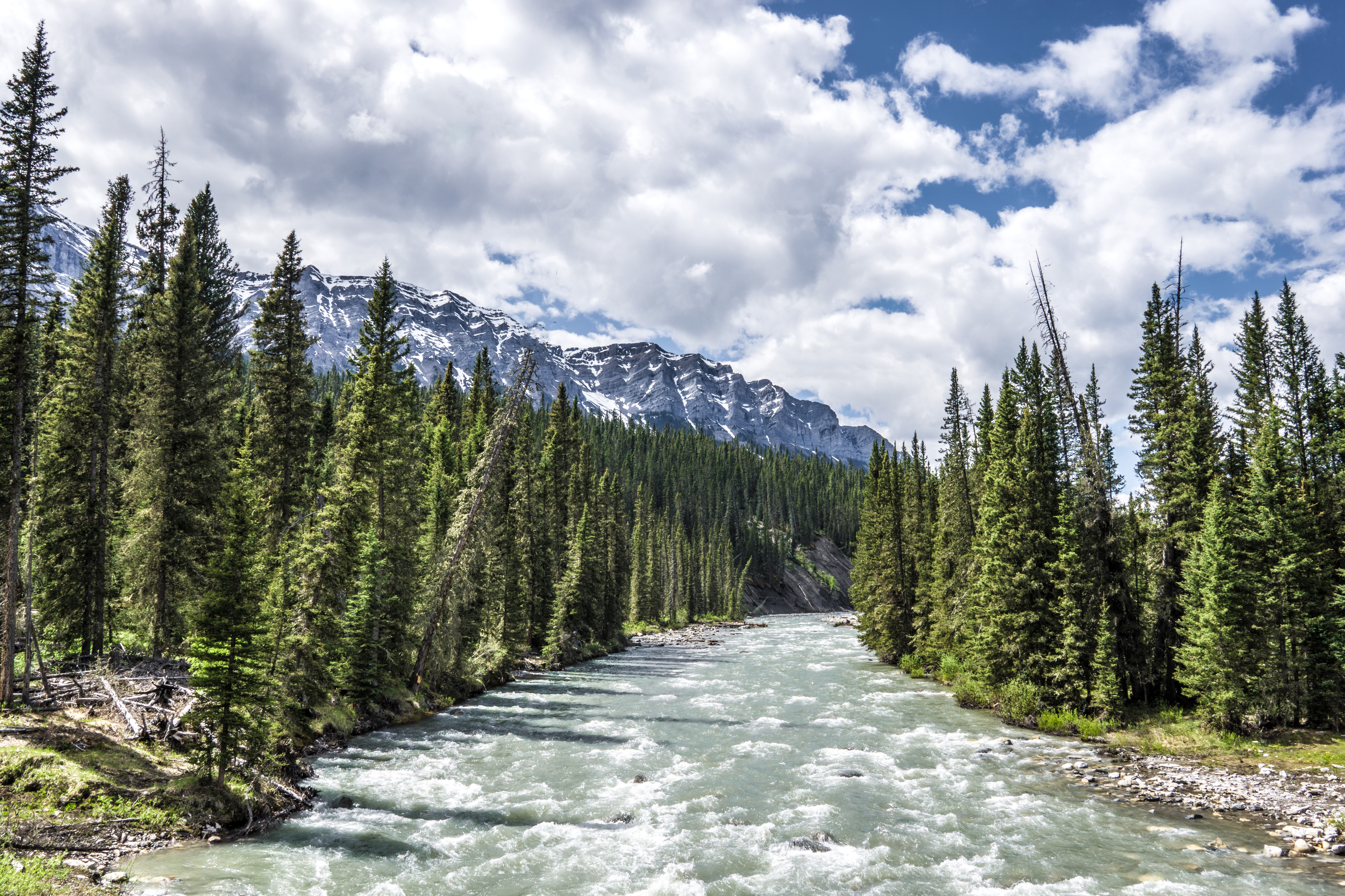
Torrente Riverside
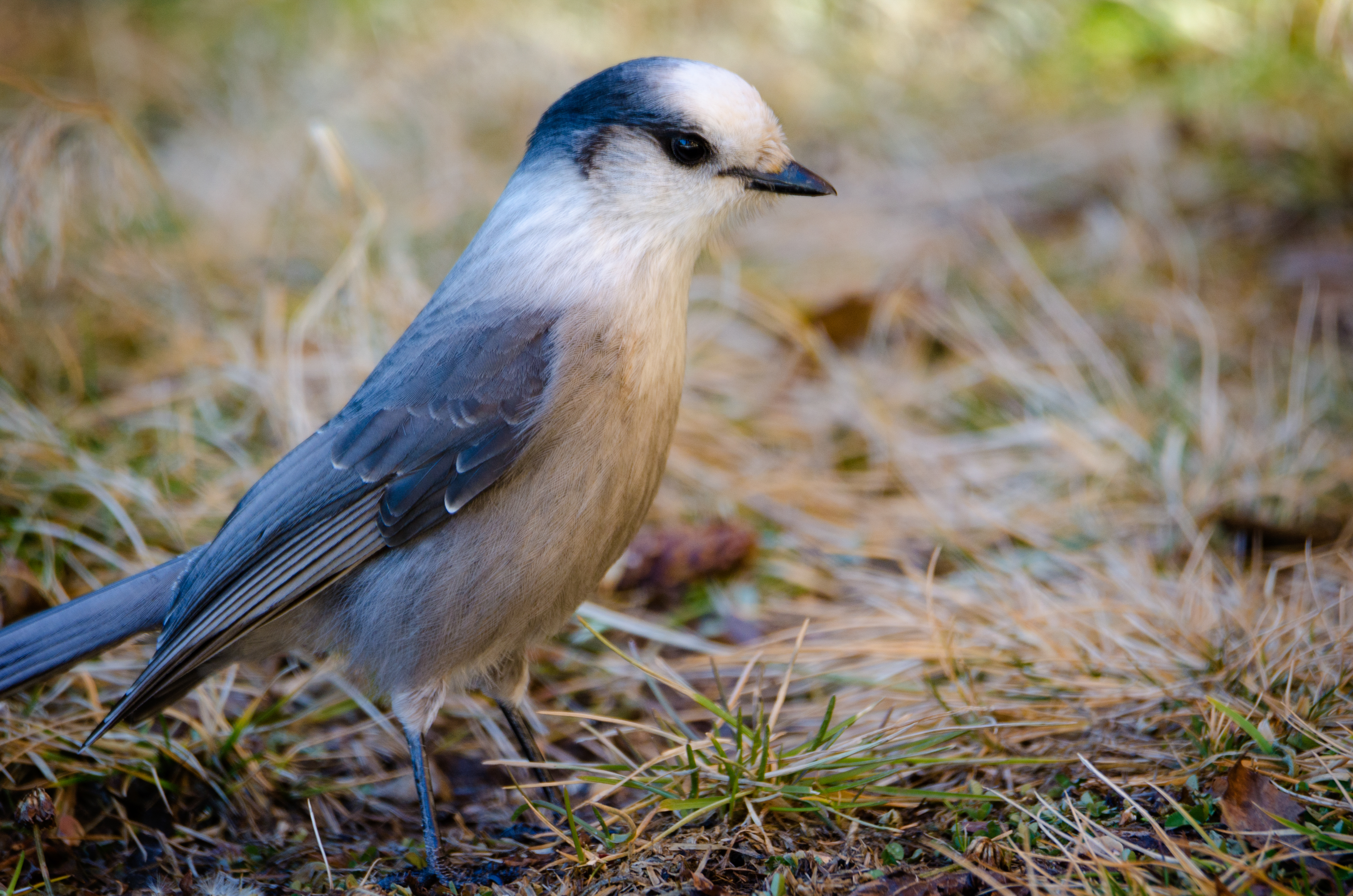
Ghiandaia grigia canadese